# オリンピックのレスリング競技・メダリスト一覧
オリンピックのレスリング競技・メダリスト一覧（オリンピックのレスリングきょうぎ・メダリストいちらん）は、1896年から2024までのオリンピックレスリング競技メダリストの一覧である。

## 男子フリースタイル

### 現行階級

#### 57kg級
- 旧バンタム級
- -56.7 kg (1904)
- -54 kg (1908)
- -56 kg (1924-1936)
- -57 kg (1948-1996)
- -58 kg (2000)
- -55 kg (2004-2012)
- -57 kg (2016-)

| 大会名                | 金                                                | 銀                                                | 銅                                                  |
| --------------------- | ------------------------------------------------- | ------------------------------------------------- | --------------------------------------------------- |
| 1904 セントルイス     | イシドール・ニフロット アメリカ合衆国 (USA)       | オーガスト・ウェスター アメリカ合衆国 (USA)       | ルイス・ストレブラー アメリカ合衆国 (USA)           |
| 1908 ロンドン         | ジョージ・メナート アメリカ合衆国 (USA)           | ウィリアム・プレス イギリス (GBR)                 | オベール・コート カナダ (CAN)                       |
| 1912-1920             | 実施せず                                          | 実施せず                                          | 実施せず                                            |
| 1924 パリ             | クスタ・ピヒラヤマキ フィンランド (FIN)           | カーロ・マキネン フィンランド (FIN)               | ブライアン・ハインズ アメリカ合衆国 (USA)           |
| 1928 アムステルダム   | カーロ・マキネン フィンランド (FIN)               | Edmond Spapen ベルギー (BEL)                      | ジム・トリフノブ カナダ (CAN)                       |
| 1932 ロサンゼルス     | ロバート・ピアース アメリカ合衆国 (USA)           | エデン・ゾンボリ ハンガリー (HUN)                 | アートス・ヤスカリ フィンランド (FIN)               |
| 1936 ベルリン         | エデン・ゾンボリ ハンガリー (HUN)                 | ロス・フラッド アメリカ合衆国 (USA)               | ヨハネス・ヘルベルト ドイツ (GER)                   |
| 1948 ロンドン         | ナスーフ・アカル トルコ (TUR)                     | ジェラルド・リーマン アメリカ合衆国 (USA)         | Charles Kouyos フランス (FRA)                       |
| 1952 ヘルシンキ       | 石井庄八 日本 (JPN)                               | ラシード・ママドベヨフ ソビエト連邦 (URS)         | Khashaba Jadhav インド (IND)                        |
| 1956 メルボルン       | ムスタファ・ダギスタンリ トルコ (TUR)             | メフディ・ヤグビ イラン (IRI)                     | ミハイル・シャホフ ソビエト連邦 (URS)               |
| 1960 ローマ           | テレンス・マッキャン アメリカ合衆国 (USA)         | Nejdet Zalev ブルガリア (BUL)                     | タデウシュ・トロジャノウスキー ポーランド (POL)     |
| 1964 東京             | 上武洋次郎 日本 (JPN)                             | フセイン・アクバシュ トルコ (TUR)                 | アイディン・イブラヒモフ ソビエト連邦 (URS)         |
| 1968 メキシコシティ   | 上武洋次郎 日本 (JPN)                             | ドナルド・ベーム アメリカ合衆国 (USA)             | アブタレブ・タレビ イラン (IRI)                     |
| 1972 ミュンヘン       | 柳田英明 日本 (JPN)                               | リチャード・サンダース アメリカ合衆国 (USA)       | クリンガ・ラースロー ハンガリー (HUN)               |
| 1976 モントリオール   | ウラジミール・ユーミン ソビエト連邦 (URS)         | ハンス＝ディーター・ブリュッヘルト 東ドイツ (GDR) | 荒井政雄 日本 (JPN)                                 |
| 1980 モスクワ         | セルゲイ・ビログラゾフ ソビエト連邦 (URS)         | リ・ホピョン 北朝鮮 (PRK)                         | ダガルスレン・オユンボルト モンゴル (MGL)           |
| 1984 ロサンゼルス     | 富山英明 日本 (JPN)                               | バリー・デイヴィス アメリカ合衆国 (USA)           | 金義坤 韓国 (KOR)                                   |
| 1988 ソウル           | セルゲイ・ビログラゾフ ソビエト連邦 (URS)         | アスカリ・モハンマディアン イラン (IRI)           | 魯炅宣 韓国 (KOR)                                   |
| 1992 バルセロナ       | アレハンドロ・プエルト キューバ (CUB)             | セルゲイ・スマル EUN (EUN)                        | キム・ヨンシク 北朝鮮 (PRK)                         |
| 1996 アトランタ       | ケンダル・クロス アメリカ合衆国 (USA)             | ギビ・シソーリ カナダ (CAN)                       | リ・ヨンサム 北朝鮮 (PRK)                           |
| 2000 シドニー         | アリレザ・ダビエル イラン (IRI)                   | エフゲニー・ブスロビッチ ウクライナ (UKR)         | テリー・ブランズ アメリカ合衆国 (USA)               |
| 2004 アテネ           | マブレット・バチロフ ロシア (RUS)                 | スティーブン・アバス アメリカ合衆国 (USA)         | 田南部力 日本 (JPN)                                 |
| 2008 北京             | ヘンリー・セジュード アメリカ合衆国 (USA)         | 松永共広 日本 (JPN)                               | ベシク・クドゥホフ ロシア (RUS)                     |
| 2008 北京             | ヘンリー・セジュード アメリカ合衆国 (USA)         | 松永共広 日本 (JPN)                               | ラドフラス・ベリコフ ブルガリア (BUL)               |
| 2012 ロンドン         | ジャマル・オタルスルタノフ ロシア (RUS)           | ブラディメル・キンチェガシャビリ グルジア (GEO)   | ヤン・ギョンイル 北朝鮮 (PRK)                       |
| 2012 ロンドン         | ジャマル・オタルスルタノフ ロシア (RUS)           | ブラディメル・キンチェガシャビリ グルジア (GEO)   | 湯元進一 日本 (JPN)                                 |
| 2016 リオデジャネイロ | ブラディメル・キンチェガシャビリ ジョージア (GEO) | 樋口黎 日本 (JPN)                                 | ハジ・アリエフ アゼルバイジャン (AZE)               |
| 2016 リオデジャネイロ | ブラディメル・キンチェガシャビリ ジョージア (GEO) | 樋口黎 日本 (JPN)                                 | ハサン・ラヒミ イラン (IRI)                         |
| 2020 東京             | ザブル・ウグエフ ROC (ROC)                        | クマール・ラビ インド (IND)                       | ヌリスラム・サナエフ カザフスタン (KAZ)             |
| 2020 東京             | ザブル・ウグエフ ROC (ROC)                        | クマール・ラビ インド (IND)                       | トーマス・パトリック・ジルマン アメリカ合衆国 (USA) |
| 2024 パリ             | 樋口黎 日本 (JPN)                                 | スペンサー・リチャード・リー アメリカ合衆国 (USA) | アマン・アマン インド (IND)                         |
| 2024 パリ             | 樋口黎 日本 (JPN)                                 | スペンサー・リチャード・リー アメリカ合衆国 (USA) | グロムジョン・アブドゥラエフ ウズベキスタン (UZB)   |

#### 65kg級
- 旧ライト級
- -65.77 kg (1904)
- -66.6 kg (1908)
- -67.5 kg (1920-1936)
- -67 kg (1948-1960)
- -70 kg (1964-1968)
- -68 kg (1972-1996)
- -69 kg (2000)
- -66 kg (2004-2012)
- -65 kg (2016-)

| 大会名                | 金                                          | 銀                                              | 銅                                            |
| --------------------- | ------------------------------------------- | ----------------------------------------------- | --------------------------------------------- |
| 1904 セントルイス     | オットー・レーム アメリカ合衆国 (USA)       | ルドルフ・テジング アメリカ合衆国 (USA)         | アルバート・ツィルケル アメリカ合衆国 (USA)   |
| 1908 ロンドン         | ジージ・デ・レルウィスコー イギリス (GBR)   | ウィリアム・ウッド イギリス (GBR)               | アルバート・ジンジェル イギリス (GBR)         |
| 1912 ストックホルム   | 実施せず                                    | 実施せず                                        | 実施せず                                      |
| 1920 アントワープ     | カッレ・アンティラ フィンランド (FIN)       | ゴットフリート・スヴェンソン スウェーデン (SWE) | ピーター・ライト イギリス (GBR)               |
| 1924 パリ             | ラッセル・ビス アメリカ合衆国 (USA)         | ヴォルマル・ヴィクストローム フィンランド (FIN) | アルヴォ・ハーヴィスト フィンランド (FIN)     |
| 1928 アムステルダム   | Osvald Kapp エストニア (EST)                | Charles Pacome フランス (FRA)                   | Eino Augusti Leino フィンランド (FIN)         |
| 1932 ロサンゼルス     | Charles Pacome フランス (FRA)               | Karoly Karpati ハンガリー (HUN)                 | Gustaf Klaren スウェーデン (SWE)              |
| 1936 ベルリン         | Karoly Karpati ハンガリー (HUN)             | Wolfgang Ehrl ドイツ (GER)                      | Hermanni Pihlajamaki フィンランド (FIN)       |
| 1948 ロンドン         | セラル・アティック トルコ (TUR)             | Gosta Frandfors スウェーデン (SWE)              | Hermann Baumann スイス (SUI)                  |
| 1952 ヘルシンキ       | オーレ・アンデルベルリ スウェーデン (SWE)   | Jay Thomas Evans アメリカ合衆国 (USA)           | Jahanbakht Towfigh イラン (IRI)               |
| 1956 メルボルン       | エマムアリ・ハビビ イラン (IRI)             | 笠原茂 日本 (JPN)                               | Alimberg Bestayev ソビエト連邦 (URS)          |
| 1960 ローマ           | シェルビー・ウィルソン アメリカ合衆国 (USA) | Volodymyr Synyavsky ソビエト連邦 (URS)          | Enyu Valchev ブルガリア (BUL)                 |
| 1964 東京             | Enyu Valchev ブルガリア (BUL)               | Klaus Rost 東西統一ドイツ (EUA)                 | 堀内岩雄 日本 (JPN)                           |
| 1968 メキシコシティ   | アブデュラ・モバヘッド イラン (IRI)         | Enyu Valchev ブルガリア (BUL)                   | Danzandarjaagiin Sereeter モンゴル (MGL)      |
| 1972 ミュンヘン       | ダン・ゲイブル アメリカ合衆国 (USA)         | 和田喜久夫 日本 (JPN)                           | ルスラン・アシュラリエフ ソビエト連邦 (URS)   |
| 1976 モントリオール   | パベル・ピニギン ソビエト連邦 (URS)         | ロイド・キーサー アメリカ合衆国 (USA)           | 菅原弥三郎 日本 (JPN)                         |
| 1980 モスクワ         | サイプラ・アブサイドフ ソビエト連邦 (URS)   | イワン・ヤンコフ ブルガリア (BUL)               | シャバン・セイジ ユーゴスラビア (YUG)         |
| 1984 ロサンゼルス     | 柳寅卓 韓国 (KOR)                           | アンドリュー・ライン アメリカ合衆国 (USA)       | ユッカ・ラウハラ フィンランド (FIN)           |
| 1988 ソウル           | アルセン・ファザエフ ソビエト連邦 (URS)     | 朴章洵 韓国 (KOR)                               | ネイト・カー アメリカ合衆国 (USA)             |
| 1992 バルセロナ       | アルセン・ファザエフ EUN (EUN)              | バレンティン・ゲツォフ ブルガリア (BUL)         | 赤石光生 日本 (JPN)                           |
| 1996 アトランタ       | ワジム・ボギエフ ロシア (RUS)               | タウンセンド・ソーンダース アメリカ合衆国 (USA) | ザザ・ザジロフ ウクライナ (UKR)               |
| 2000 シドニー         | ダニエル・イガリ カナダ (CAN)               | アルセン・ギチノフ ロシア (RUS)                 | リンカーン・マクラビー アメリカ合衆国 (USA)   |
| 2004 アテネ           | エルブラス・テデエフ ウクライナ (UKR)       | ジャミル・ケリー アメリカ合衆国 (USA)           | マハチ・ムルタザリエフ ロシア (RUS)           |
| 2008 北京             | ラマザン・シャヒン トルコ (TUR)             | アンドレイ・スタドニク ウクライナ (UKR)         | スシル・クマール インド (IND)                 |
| 2008 北京             | ラマザン・シャヒン トルコ (TUR)             | アンドレイ・スタドニク ウクライナ (UKR)         | オタリ・トゥシシビリ グルジア (GEO)           |
| 2012 ロンドン         | 米満達弘 日本 (JPN)                         | スシル・クマール インド (IND)                   | アジュレク・タナタロフ カザフスタン (KAZ)     |
| 2012 ロンドン         | 米満達弘 日本 (JPN)                         | スシル・クマール インド (IND)                   | リバン・ロペス キューバ (CUB)                 |
| 2016 リオデジャネイロ | ソスラン・ラモノフ ロシア (RUS)             | トグルル・アスガロフ アゼルバイジャン (AZE)     | フランク・チャミゾ イタリア (ITA)             |
| 2016 リオデジャネイロ | ソスラン・ラモノフ ロシア (RUS)             | トグルル・アスガロフ アゼルバイジャン (AZE)     | イフティヨル・ナブルゾフ ウズベキスタン (UZB) |
| 2020 東京             | 乙黒拓斗 日本 (JPN)                         | ハジ・アリエフ アゼルバイジャン (AZE)           | ガジムラト・ラシドフ ROC (ROC)                |
| 2020 東京             | 乙黒拓斗 日本 (JPN)                         | ハジ・アリエフ アゼルバイジャン (AZE)           | バジュラン・バジュラン インド (IND)           |
| 2024 パリ             | 清岡幸大郎 日本 (JPN)                       | ラフマン・アムザドハリーリ イラン (IRI)         | セバスティアン・C・リベラ プエルトリコ (PUR)  |
| 2024 パリ             | 清岡幸大郎 日本 (JPN)                       | ラフマン・アムザドハリーリ イラン (IRI)         | イスラム・ドゥダエフ アルバニア (ALB)         |

#### 74kg級
- 旧ウェルター級
- -71.67 kg (1904)
- -72 kg (1920-1936)
- -73 kg (1948-1960)
- -78 kg (1964-1996)
- -76 kg (2000)
- -74 kg (2004-)

| 大会名                | 金                                                              | 銀                                              | 銅                                                |
| --------------------- | --------------------------------------------------------------- | ----------------------------------------------- | ------------------------------------------------- |
| 1904 セントルイス     | チャールズ・エリクセン アメリカ合衆国 (USA)                     | William Beckmann アメリカ合衆国 (USA)           | Jerry Winholtz アメリカ合衆国 (USA)               |
| 1908-1920             | 実施せず                                                        | 実施せず                                        | 実施せず                                          |
| 1924 パリ             | Hermann Gehri スイス (SUI)                                      | エイノ・レイノ フィンランド (FIN)               | オットー・ミュラー スイス (SUI)                   |
| 1928 アムステルダム   | アルヴォ・ハーヴィスト フィンランド (FIN)                       | Lloyd Appleton アメリカ合衆国 (USA)             | Maurice Letchford カナダ (CAN)                    |
| 1932 ロサンゼルス     | ジャック・バン・ベッバー アメリカ合衆国 (USA)                   | ダニエル・マクドナルド カナダ (CAN)             | エイノ・レイノ フィンランド (FIN)                 |
| 1936 ベルリン         | フランク・ルイス アメリカ合衆国 (USA)                           | Thure Andersson スウェーデン (SWE)              | Joseph Schleimer カナダ (CAN)                     |
| 1948 ロンドン         | ヤシャル・ドウ トルコ (TUR)                                     | Richard Garrard オーストラリア (AUS)            | Leland Merrill アメリカ合衆国 (USA)               |
| 1952 ヘルシンキ       | ウィリアム・スミス アメリカ合衆国 (USA)                         | Per Berlin スウェーデン (SWE)                   | Abdollah Mojtabavi イラン (IRI)                   |
| 1956 メルボルン       | 池田三男 日本 (JPN)                                             | イブラヒム・ゼンギン トルコ (TUR)               | Vakhtang Balavadze ソビエト連邦 (URS)             |
| 1960 ローマ           | ダグラス・ブルーボー アメリカ合衆国 (USA)                       | イスマイル・オーガン トルコ (TUR)               | Muhammed Bashir パキスタン (PAK)                  |
| 1964 東京             | イスマイル・オーガン トルコ (TUR)                               | Guliko Sagaradze ソビエト連邦 (URS)             | Mohammad Ali Sanatkaran イラン (IRI)              |
| 1968 メキシコシティ   | マフムト・アタライ トルコ (TUR)                                 | Daniel Robin フランス (FRA)                     | Tomoriin Artag モンゴル (MGL)                     |
| 1972 ミュンヘン       | ウェイン・ウェルズ アメリカ合衆国 (USA)                         | ヤン・カールソン スウェーデン (SWE)             | アドルフ・セガー 西ドイツ (FRG)                   |
| 1976 モントリオール   | 伊達治一郎 日本 (JPN)                                           | マンスール・バルゼガル イラン (IRI)             | スタンリー・ジージック アメリカ合衆国 (USA)       |
| 1980 モスクワ         | ワレンティン・ライチェフ ブルガリア (BUL)                       | ジャムツィン・ダバヤフ モンゴル (MGL)           | ダン・カラビン チェコスロバキア (TCH)             |
| 1984 ロサンゼルス     | デイヴィッド・シュルツ アメリカ合衆国 (USA)                     | マルティン・クノスプ 西ドイツ (FRG)             | シャバン・セイジ ユーゴスラビア (YUG)             |
| 1988 ソウル           | ケニー・マンデー アメリカ合衆国 (USA)                           | アドラン・ワラエフ ソビエト連邦 (URS)           | ラマト・スクラ ブルガリア (BUL)                   |
| 1992 バルセロナ       | 朴章洵 韓国 (KOR)                                               | ケニー・マンデー アメリカ合衆国 (USA)           | アミ・レザ・ハデム イラン (IRI)                   |
| 1996 アトランタ       | ブバイサ・サイティエフ ロシア (RUS)                             | 朴章洵 韓国 (KOR)                               | 太田拓弥 日本 (JPN)                               |
| 2000 シドニー         | ブランドン・スレイ アメリカ合衆国 (USA)                         | 文義済 韓国 (KOR)                               | アデム・ベレケト トルコ (TUR)                     |
| 2004 アテネ           | ブバイサ・サイティエフ ロシア (RUS)                             | ゲンナディ・ラリエフ カザフスタン (KAZ)         | イバン・フンドラ キューバ (CUB)                   |
| 2008 北京             | ブバイサ・サイティエフ ロシア (RUS)                             | ムラト・ガイダロフ ベラルーシ (BLR)             | キリル・テルジエフ ブルガリア (BUL)               |
| 2008 北京             | ブバイサ・サイティエフ ロシア (RUS)                             | ムラト・ガイダロフ ベラルーシ (BLR)             | ゲオルギツァ・シュテファン ルーマニア (ROU)       |
| 2012 ロンドン         | ジョーダン・ブローシュ アメリカ合衆国 (USA)                     | サデグサイード・グダルジ イラン (IRI)           | ハトシュ・ガボル ハンガリー (HUN)                 |
| 2012 ロンドン         | ジョーダン・ブローシュ アメリカ合衆国 (USA)                     | サデグサイード・グダルジ イラン (IRI)           | デニス・チャーグシュ ロシア (RUS)                 |
| 2016 リオデジャネイロ | ハサン・ヤズダニ イラン (IRI)                                   | アニュアル・ゲドゥエフ ロシア (RUS)             | ジャブライル・ハサノフ アゼルバイジャン (AZE)     |
| 2016 リオデジャネイロ | ハサン・ヤズダニ イラン (IRI)                                   | アニュアル・ゲドゥエフ ロシア (RUS)             | ソネル・デミルタシュ トルコ (TUR)                 |
| 2020 東京             | ザウルベク・シダコフ ROC (ROC)                                  | マハメドハビブ・カジマハメダウ ベラルーシ (BLR) | カイル・ダグラス・デイク アメリカ合衆国 (USA)     |
| 2020 東京             | ザウルベク・シダコフ ROC (ROC)                                  | マハメドハビブ・カジマハメダウ ベラルーシ (BLR) | ベクゾド・アブドゥラフモノフ ウズベキスタン (UZB) |
| 2024 パリ             | ラザンベク・サランベコヴィッチ・ジャマロフ ウズベキスタン (UZB) | 高谷大地 日本 (JPN)                             | カイル・ダグラス・デイク アメリカ合衆国 (USA)     |
| 2024 パリ             | ラザンベク・サランベコヴィッチ・ジャマロフ ウズベキスタン (UZB) | 高谷大地 日本 (JPN)                             | チェルメン・ワリエフ アルバニア (ALB)             |

#### 86kg級
- 旧ミドル級
- -73 kg (1908)
- -75 kg (1920)
- -79 kg (1924-1960)
- -87 kg (1964-1968)
- -82 kg (1972-1996)
- -85 kg (2000)
- -84 kg (2004-2012)
- -86 kg (2016-)

| 大会名                | 金                                                      | 銀                                            | 銅                                                  |
| --------------------- | ------------------------------------------------------- | --------------------------------------------- | --------------------------------------------------- |
| 1908 ロンドン         | スタンリー・ベーコン イギリス (GBR)                     | ジージ・デ・レルウィスコー イギリス (GBR)     | Frederick Beck イギリス (GBR)                       |
| 1912 ストックホルム   | 実施せず                                                | 実施せず                                      | 実施せず                                            |
| 1920 アントワープ     | エイノ・レイノ フィンランド (FIN)                       | Vaino Penttala フィンランド (FIN)             | チャールズ・ジョンソン アメリカ合衆国 (USA)         |
| 1924 パリ             | Fritz Hagmann スイス (SUI)                              | Pierre Ollivier ベルギー (BEL)                | Vilho Pekkala フィンランド (FIN)                    |
| 1928 アムステルダム   | Ernst Kyburz スイス (SUI)                               | Donald Stockton カナダ (CAN)                  | Samuel Rabin イギリス (GBR)                         |
| 1932 ロサンゼルス     | イバール・ヨハンソン スウェーデン (SWE)                 | Kyosti Luukko フィンランド (FIN)              | Jozsef Tunyogi ハンガリー (HUN)                     |
| 1936 ベルリン         | Emile Poilve フランス (FRA)                             | Richard Voliva アメリカ合衆国 (USA)           | アフメト・キレッチ トルコ (TUR)                     |
| 1948 ロンドン         | グレン・ブランド アメリカ合衆国 (USA)                   | アディル・ジャンデミル トルコ (TUR)           | Erik Linden スウェーデン (SWE)                      |
| 1952 ヘルシンキ       | ダヴィト・ツィマクリゼ ソビエト連邦 (URS)               | ゴラムレザ・タクティー イラン (IRI)           | Gyorgy Gurics ハンガリー (HUN)                      |
| 1956 メルボルン       | ニコラ・スタンチェフ ブルガリア (BUL)                   | ダニエル・ホッジ アメリカ合衆国 (USA)         | Georgi Skhirtladze ソビエト連邦 (URS)               |
| 1960 ローマ           | ハサン・ギュンゴル トルコ (TUR)                         | Georgy Skhirtladze ソビエト連邦 (URS)         | Hans Antonsson スウェーデン (SWE)                   |
| 1964 東京             | Prodan Gardzhev ブルガリア (BUL)                        | ハサン・ギュンゴル トルコ (TUR)               | Daniel Brand アメリカ合衆国 (USA)                   |
| 1968 メキシコシティ   | Boris Gurevich ソビエト連邦 (URS)                       | ジグジドゥ・ムンフバト モンゴル (MGL)         | Prodan Gardzhev ブルガリア (BUL)                    |
| 1972 ミュンヘン       | レバン・テジアシビリ ソビエト連邦 (URS)                 | ジョン・ピーターソン アメリカ合衆国 (USA)     | バシレ・イオルガ ルーマニア (ROM)                   |
| 1976 モントリオール   | ジョン・ピーターソン アメリカ合衆国 (USA)               | ビクトル・ノボジロフ ソビエト連邦 (URS)       | アドルフ・セガー 西ドイツ (FRG)                     |
| 1980 モスクワ         | イスマイル・アビロフ ブルガリア (BUL)                   | マゴメドハン・アラツィロフ ソビエト連邦 (URS) | コバーチ・イシュタバーン ハンガリー (HUN)           |
| 1984 ロサンゼルス     | マーク・シュルツ アメリカ合衆国 (USA)                   | 長島偉之 日本 (JPN)                           | クリストファー・リンク カナダ (CAN)                 |
| 1988 ソウル           | 韓明愚 韓国 (KOR)                                       | ネジュミ・ゲンチャルプ トルコ (TUR)           | ヨーゼフ・ロヒニャ チェコスロバキア (TCH)           |
| 1992 バルセロナ       | ケヴィン・ジャクソン アメリカ合衆国 (USA)               | エルマジ・ヤブライロフ EUN (EUN)              | ラスール・ハデム イラン (IRI)                       |
| 1996 アトランタ       | ハジムラド・マゴメドフ ロシア (RUS)                     | 梁賢模 韓国 (KOR)                             | アミ・レザ・ハデム イラン (IRI)                     |
| 2000 シドニー         | アダム・サイチェフ ロシア (RUS)                         | ヨエル・ロメロ キューバ (CUB)                 | モガメド・イブラギモフ マケドニア共和国 (MKD)       |
| 2004 アテネ           | カエル・サンダーソン アメリカ合衆国 (USA)               | 文義済 韓国 (KOR)                             | サジド・サジドフ ロシア (RUS)                       |
| 2008 北京             | レバス・ミンドラシビリ グルジア (GEO)                   | ユスプ・アブドサロモフ タジキスタン (TJK)     | タラス・デンコ ウクライナ (UKR)                     |
| 2008 北京             | レバス・ミンドラシビリ グルジア (GEO)                   | ユスプ・アブドサロモフ タジキスタン (TJK)     | グレゴリー・ケトエフ ロシア (RUS)                   |
| 2012 ロンドン         | シャリフ・シャリホフ アゼルバイジャン (AZE)             | ハイメ・エスピナル プエルトリコ (PUR)         | ダト・マルサジシビリ グルジア (GEO)                 |
| 2012 ロンドン         | シャリフ・シャリホフ アゼルバイジャン (AZE)             | ハイメ・エスピナル プエルトリコ (PUR)         | イーサン・ラシュガリ イラン (IRI)                   |
| 2016 リオデジャネイロ | アブドゥルラシド・サドゥラエフ ロシア (RUS)             | セリム・ヤシャール トルコ (TUR)               | シャリフ・シャリホフ アゼルバイジャン (AZE)         |
| 2016 リオデジャネイロ | アブドゥルラシド・サドゥラエフ ロシア (RUS)             | セリム・ヤシャール トルコ (TUR)               | ジェイデン・コックス アメリカ合衆国 (USA)           |
| 2020 東京             | デービッド・モリス・テイラー アメリカ合衆国 (USA)       | ハッサン・ヤズダニ・チャラティ イラン (IRI)   | アルトゥル・ナイフォノフ ROC (ROC)                  |
| 2020 東京             | デービッド・モリス・テイラー アメリカ合衆国 (USA)       | ハッサン・ヤズダニ・チャラティ イラン (IRI)   | ミレス・ナゼム・アミネ サンマリノ (SMR)             |
| 2024 パリ             | マゴメト・エルダロヴィッチ・ラマザノフ ブルガリア (BUL) | ハサン・ヤズダニチャラティ イラン (IRI)       | アーロン・マーケル・ブルックス アメリカ合衆国 (USA) |
| 2024 パリ             | マゴメト・エルダロヴィッチ・ラマザノフ ブルガリア (BUL) | ハサン・ヤズダニチャラティ イラン (IRI)       | ダウレン・クルグリエフ ギリシャ (GRE)               |

#### 97kg級
- 旧ヘビー級
- 制限なし (1904-1968)
- -100 kg (1972-1996)
- -97 kg (2000)
- -96 kg (2004-2012)
- -97 kg (2016-)

| 大会名                | 金                                                  | 銀                                                    | 銅                                                          |
| --------------------- | --------------------------------------------------- | ----------------------------------------------------- | ----------------------------------------------------------- |
| 1904 セントルイス     | バーンホフ・ハンセン アメリカ合衆国 (USA)           | Frank Kungler アメリカ合衆国 (USA)                    | Fred Warmboldt アメリカ合衆国 (USA)                         |
| 1908 ロンドン         | コン・オケリー イギリス (GBR)                       | Jacob Gundersen ノルウェー (NOR)                      | Edward Barrett イギリス (GBR)                               |
| 1912 ストックホルム   | 実施せず                                            | 実施せず                                              | 実施せず                                                    |
| 1920 アントワープ     | ロバート・ロス スイス (SUI)                         | Nat Pendleton アメリカ合衆国 (USA)                    | Fred Meyer アメリカ合衆国 (USA)                             |
| 1920 アントワープ     | ロバート・ロス スイス (SUI)                         | Nat Pendleton アメリカ合衆国 (USA)                    | Ernst Nilsson スウェーデン (SWE)                            |
| 1924 パリ             | ハリー・スティール アメリカ合衆国 (USA)             | Henri Wernli スイス (SUI)                             | アンドリュー・マクドナルド イギリス (GBR)                   |
| 1928 アムステルダム   | Johan Richthoff スウェーデン (SWE)                  | Aukusti Sihvola フィンランド (FIN)                    | Edmond Dame フランス (FRA)                                  |
| 1932 ロサンゼルス     | Johan Richthoff スウェーデン (SWE)                  | John Riley アメリカ合衆国 (USA)                       | Nikolaus Hirschl オーストリア (AUT)                         |
| 1936 ベルリン         | クリスチャン・パルサル エストニア (EST)             | Josef Klapuch チェコスロバキア (TCH)                  | Hjalmar Nystrom フィンランド (FIN)                          |
| 1948 ロンドン         | Gyula Bobis ハンガリー (HUN)                        | Bertil Antonsson スウェーデン (SWE)                   | ジョセフ・アームストロング オーストラリア (AUS)             |
| 1952 ヘルシンキ       | Arsen Mekokishvili ソビエト連邦 (URS)               | Bertil Antonsson スウェーデン (SWE)                   | Kenneth Richmond イギリス (GBR)                             |
| 1956 メルボルン       | ハミト・カプラン トルコ (TUR)                       | Hussein Mehmedov ブルガリア (BUL)                     | Taisto Kangasniemi フィンランド (FIN)                       |
| 1960 ローマ           | ウィルフリード・ディートリック 東西統一ドイツ (EUA) | ハミト・カプラン トルコ (TUR)                         | Savkuds Dzarasov ソビエト連邦 (URS)                         |
| 1964 東京             | アレクサンドル・イワニツキー ソビエト連邦 (URS)     | Lyutvi Akhmedov ブルガリア (BUL)                      | ハミト・カプラン トルコ (TUR)                               |
| 1968 メキシコシティ   | アレクサンドル・メドベド ソビエト連邦 (URS)         | オスマン・ドゥラリエフ ブルガリア (BUL)               | Wilfried Dietrich 西ドイツ (FRG)                            |
| 1972 ミュンヘン       | イワン・ヤリギン ソビエト連邦 (URS)                 | ホルジーン・バヤンムンフ モンゴル (MGL)               | チャターリ・ヨージェフ ハンガリー (HUN)                     |
| 1976 モントリオール   | イワン・ヤリギン ソビエト連邦 (URS)                 | ラッセル・ヘリクソン アメリカ合衆国 (USA)             | ディモ・コストフ ブルガリア (BUL)                           |
| 1980 モスクワ         | イリヤ・マテ ソビエト連邦 (URS)                     | スラフチョ・チェルベンコフ ブルガリア (BUL)           | ユリウス・ストルニスコ チェコスロバキア (TCH)               |
| 1984 ロサンゼルス     | ルイス・バナック アメリカ合衆国 (USA)               | ジョセフ・アティエ シリア (SYR)                       | バシレ・プシュカシュ ルーマニア (ROM)                       |
| 1988 ソウル           | バシレ・プシュカシュ ルーマニア (ROM)               | レリ・ハベロフ ソビエト連邦 (URS)                     | ウィリアム・シェア アメリカ合衆国 (USA)                     |
| 1992 バルセロナ       | レリ・ハベロフ EUN (EUN)                            | ハイコ・バルツ ドイツ (GER)                           | アリ・カヤリ トルコ (TUR)                                   |
| 1996 アトランタ       | カート・アングル アメリカ合衆国 (USA)               | アバス・ヤジジ イラン (IRI)                           | アラバト・サビエフ ドイツ (GER)                             |
| 2000 シドニー         | サギド・ムルタザリエフ ロシア (RUS)                 | イスラム・バイラムコフ カザフスタン (KAZ)             | エルダリ・クルタニーゼ グルジア (GEO)                       |
| 2004 アテネ           | ハジムラト・ガツァロフ ロシア (RUS)                 | マゴメド・イブラギモフ ウズベキスタン (UZB)           | アリレザ・ヘイダリ イラン (IRI)                             |
| 2008 北京             | シルバニ・ムラドフ ロシア (RUS)                     | ゲオルギ・ゴグチェリーゼ グルジア (GEO)               | ヘタグ・ガジュモフ アゼルバイジャン (AZE)                   |
| 2008 北京             | シルバニ・ムラドフ ロシア (RUS)                     | ゲオルギ・ゴグチェリーゼ グルジア (GEO)               | マイケル・バティスタ キューバ (CUB)                         |
| 2012 ロンドン         | ヤコブ・バーナード アメリカ合衆国 (USA)             | バレリ・アンドリツェフ ウクライナ (UKR)               | ゲオルギ・ゴグチェリーゼ グルジア (GEO)                     |
| 2012 ロンドン         | ヤコブ・バーナード アメリカ合衆国 (USA)             | バレリ・アンドリツェフ ウクライナ (UKR)               | ヘタグ・ガジュモフ アゼルバイジャン (AZE)                   |
| 2016 リオデジャネイロ | カイル・スナイダー アメリカ合衆国 (USA)             | ヘタグ・ガジュモフ アゼルバイジャン (AZE)             | アルベルト・サリトフ ルーマニア (ROU)                       |
| 2016 リオデジャネイロ | カイル・スナイダー アメリカ合衆国 (USA)             | ヘタグ・ガジュモフ アゼルバイジャン (AZE)             | マゴメド・イブラギモフ ウズベキスタン (UZB)                 |
| 2020 東京             | アブドゥルラシド・サドゥラエフ ROC (ROC)            | カイル・フレデリック・スナイダー アメリカ合衆国 (USA) | レイネリス・サラス・ペレス キューバ (CUB)                   |
| 2020 東京             | アブドゥルラシド・サドゥラエフ ROC (ROC)            | カイル・フレデリック・スナイダー アメリカ合衆国 (USA) | アブラハム・デ・イェズス・コニェド・ルアーノ イタリア (ITA) |
| 2024 パリ             | アフメド・タジュディノフ バーレーン (BRN)           | ギヴィ・マチャラシヴィリ ジョージア (GEO)             | マゴメドハン・マゴメドフ アゼルバイジャン (AZE)             |
| 2024 パリ             | アフメド・タジュディノフ バーレーン (BRN)           | ギヴィ・マチャラシヴィリ ジョージア (GEO)             | アミラリ・アザルピラ イラン (IRI)                           |

#### 125kg級
- スーパーヘビー級
- 制限なし (1972-1984)
- -130 kg (1988-2000)
- -120 kg (2004-2012)
- -125 kg (2016-)

| 大会名                | 金                                                  | 銀                                              | 銅                                                      |
| --------------------- | --------------------------------------------------- | ----------------------------------------------- | ------------------------------------------------------- |
| 1972 ミュンヘン       | アレクサンドル・メドベド ソビエト連邦 (URS)         | オスマン・ドゥラリエフ ブルガリア (BUL)         | クリス・テイラー アメリカ合衆国 (USA)                   |
| 1976 モントリオール   | ソスラン・アンディエフ ソビエト連邦 (URS)           | バラ・ヨージェフ ハンガリー (HUN)               | ラディスラウ・シモン ルーマニア (ROM)                   |
| 1980 モスクワ         | ソスラン・アンディエフ ソビエト連邦 (URS)           | バラ・ヨージェフ ハンガリー (HUN)               | アダム・サンドゥルスキ ポーランド (POL)                 |
| 1984 ロサンゼルス     | ブルース・バウムガートナー アメリカ合衆国 (USA)     | ロバート・モール カナダ (CAN)                   | アイハン・タシュクン トルコ (TUR)                       |
| 1988 ソウル           | ダビド・ゴベジシビリ ソビエト連邦 (URS)             | ブルース・バウムガートナー アメリカ合衆国 (USA) | アンドレアス・シュレーダー 東ドイツ (GDR)               |
| 1992 バルセロナ       | ブルース・バウムガートナー アメリカ合衆国 (USA)     | ジェフ・スー カナダ (CAN)                       | ダビド・ゴベジシビリ EUN (EUN)                          |
| 1996 アトランタ       | ハフムト・デミル トルコ (TUR)                       | アレクセイ・メドベデフ ベラルーシ (BLR)         | ブルース・バウムガートナー アメリカ合衆国 (USA)         |
| 2000 シドニー         | ダビッド・ムスルベス ロシア (RUS)                   | アルトゥール・タイマゾフ ウズベキスタン (UZB)   | アレクシス・ロドリゲス キューバ (CUB)                   |
| 2004 アテネ           | アルトゥール・タイマゾフ ウズベキスタン (UZB)       | アリレザ・レザエイ イラン (IRI)                 | アイディン・ポラトジ トルコ (TUR)                       |
| 2008 北京             | バフティヤル・アフメドフ ロシア (RUS)               | ダビッド・ムスルベス スロバキア (SVK)           | マリド・ムタリモフ カザフスタン (KAZ)                   |
| 2008 北京             | バフティヤル・アフメドフ ロシア (RUS)               | ダビッド・ムスルベス スロバキア (SVK)           | ディズニー・ロドリゲス キューバ (CUB)                   |
| 2012 ロンドン         | アルトゥール・タイマゾフ ウズベキスタン (UZB)       | ダビト・モジマナシャビリ グルジア (GEO)         | コメイル・ガセミ イラン (IRI)                           |
| 2012 ロンドン         | アルトゥール・タイマゾフ ウズベキスタン (UZB)       | ダビト・モジマナシャビリ グルジア (GEO)         | ビリャル・マホフ ロシア (RUS)                           |
| 2016 リオデジャネイロ | タハ・アクギュル トルコ (TUR)                       | コメイル・ガセミ イラン (IRI)                   | イブラギム・サイドフ ベラルーシ (BLR)                   |
| 2016 リオデジャネイロ | タハ・アクギュル トルコ (TUR)                       | コメイル・ガセミ イラン (IRI)                   | ゲノ・ペトリアシビリ ジョージア (GEO)                   |
| 2020 東京             | ゲーブル・ダン・スティーブソン アメリカ合衆国 (USA) | ゲノ・ペトリアシビリ ジョージア (GEO)           | アミル・ホセイン・ザレ イラン (IRI)                     |
| 2020 東京             | ゲーブル・ダン・スティーブソン アメリカ合衆国 (USA) | ゲノ・ペトリアシビリ ジョージア (GEO)           | タハ・アクギュル トルコ (TUR)                           |
| 2024 パリ             | ゲノ・ペトリアシヴィリ ジョージア (GEO)             | アミール・ホセイン・ザーレ イラン (IRI)         | タハ・アクギュル トルコ (TUR)                           |
| 2024 パリ             | ゲノ・ペトリアシヴィリ ジョージア (GEO)             | アミール・ホセイン・ザーレ イラン (IRI)         | ギオルギ・メシヴィルディシヴィリ アゼルバイジャン (AZE) |

### 廃止階級

#### 48kg級
- 旧ライトフライ級
- -47.6 kg (1904)
- -48 kg (1972-1996)

| 大会名              | 金                                        | 銀                                      | 銅                                          |
| ------------------- | ----------------------------------------- | --------------------------------------- | ------------------------------------------- |
| 1904 セントルイス   | ロバート・カリー アメリカ合衆国 (USA)     | John Hein アメリカ合衆国 (USA)          | Gustav Thiefenthaler アメリカ合衆国 (USA)   |
| 1908-1968           | 実施せず                                  | 実施せず                                | 実施せず                                    |
| 1972 ミュンヘン     | ロマン・ドミトリエフ ソビエト連邦 (URS)   | オグニャン・ニコロフ ブルガリア (BUL)   | イブラヒム・ジャバディ イラン (IRI)         |
| 1976 モントリオール | ハサン・イサエフ ブルガリア (BUL)         | ロマン・ドミトリエフ ソビエト連邦 (URS) | 工藤章 日本 (JPN)                           |
| 1980 モスクワ       | クラウディオ・ポリオ イタリア (ITA)       | ジャン・セホン 北朝鮮 (PRK)             | セルゲイ・コルニラエフ ソビエト連邦 (URS)   |
| 1984 ロサンゼルス   | ロバート・ウィーバー アメリカ合衆国 (USA) | 入江隆 日本 (JPN)                       | 孫甲道 韓国 (KOR)                           |
| 1988 ソウル         | 小林孝至 日本 (JPN)                       | イワン・ツォノフ ブルガリア (BUL)       | セルゲイ・カラムチャコフ ソビエト連邦 (URS) |
| 1992 バルセロナ     | キム・イル 北朝鮮 (PRK)                   | 金鍾信 韓国 (KOR)                       | ブガー・オルゼフ EUN (EUN)                  |
| 1996 アトランタ     | キム・イル 北朝鮮 (PRK)                   | アルメン・ムクルチアン アルメニア (ARM) | アレクシス・ビラ キューバ (CUB)             |

#### 54kg級
- 旧フライ級
- -52.16 kg (1904)
- -52 kg (1948-1996)
- -54 kg (2000)

| 大会名              | 金                                            | 銀                                              | 銅                                        |
| ------------------- | --------------------------------------------- | ----------------------------------------------- | ----------------------------------------- |
| 1904 セントルイス   | ジョージ・メナート アメリカ合衆国 (USA)       | Gustave Bauer アメリカ合衆国 (USA)              | ウィリアム・ネルソン アメリカ合衆国 (USA) |
| 1908-1936           | 実施せず                                      | 実施せず                                        | 実施せず                                  |
| 1948 ロンドン       | Lennart Viitala フィンランド (FIN)            | ハリット・バラミル トルコ (TUR)                 | Thure Johansson スウェーデン (SWE)        |
| 1952 ヘルシンキ     | ハッサン・ゲミジ トルコ (TUR)                 | 北野祐秀 日本 (JPN)                             | Mahmoud Mollaghasemi イラン (IRI)         |
| 1956 メルボルン     | Mirian Tsalkalamanidze ソビエト連邦 (URS)     | Mohammad Ali Khojastehpour イラン (IRI)         | フセイン・アクバシュ トルコ (TUR)         |
| 1960 ローマ         | アフメット・ビレク トルコ (TUR)               | 松原正之 日本 (JPN)                             | Ebrahim Seifpour イラン (IRI)             |
| 1964 東京           | 吉田義勝 日本 (JPN)                           | 張昌宣 韓国 (KOR)                               | Ali Akbar Heidari イラン (IRI)            |
| 1968 メキシコシティ | 中田茂男 日本 (JPN)                           | リチャード・サンダース アメリカ合衆国 (USA)     | Chimedbazaryn Damdinsharav モンゴル (MGL) |
| 1972 ミュンヘン     | 加藤喜代美 日本 (JPN)                         | アルセン・アラフベルディエフ ソビエト連邦 (URS) | キム・グォンヒョン 北朝鮮 (PRK)           |
| 1976 モントリオール | 高田裕司 日本 (JPN)                           | アレクサンドル・イワノフ ソビエト連邦 (URS)     | 全海燮 韓国 (KOR)                         |
| 1980 モスクワ       | アナトリー・ベログラゾフ ソビエト連邦 (URS)   | ウワディスワフ・ステチク ポーランド (POL)       | ネルメディン・セリモフ ブルガリア (BUL)   |
| 1984 ロサンゼルス   | シャバン・トルステナ ユーゴスラビア (YUG)     | 金鍾奎 韓国 (KOR)                               | 高田裕司 日本 (JPN)                       |
| 1988 ソウル         | 佐藤満 日本 (JPN)                             | シャバン・トルステナ ユーゴスラビア (YUG)       | ウラジミール・トグゾフ ソビエト連邦 (URS) |
| 1992 バルセロナ     | リ・ハクソン 北朝鮮 (PRK)                     | ジーク・ジョーンズ アメリカ合衆国 (USA)         | バレンチン・ヨルダノフ ブルガリア (BUL)   |
| 1996 アトランタ     | バレンチン・ヨルダノフ ブルガリア (BUL)       | ナミク・アブドゥラエフ アゼルバイジャン (AZE)   | マウレン・マミロフ カザフスタン (KAZ)     |
| 2000 シドニー       | ナミク・アブドゥラエフ アゼルバイジャン (AZE) | サミュエル・ヘンソン アメリカ合衆国 (USA)       | アミラン・カルタノフ ギリシャ (GRE)       |

#### 60kg級
- 旧フェザー級
- -61.33 kg (1904)
- -60.30 kg (1908)
- -61 kg (1920-1936)
- -62 kg (1972-1992)
- -63 kg (1948-1968, 1996-2000)
- -60 kg (2004-)

| 大会名              | 金                                            | 銀                                        | 銅                                              |
| ------------------- | --------------------------------------------- | ----------------------------------------- | ----------------------------------------------- |
| 1904 セントルイス   | Benjamin Bradshaw アメリカ合衆国 (USA)        | Theodore McLear アメリカ合衆国 (USA)      | Charles Clapper アメリカ合衆国 (USA)            |
| 1908 ロンドン       | George Dole アメリカ合衆国 (USA)              | James Slim イギリス (GBR)                 | William McKie イギリス (GBR)                    |
| 1912 ストックホルム | 実施せず                                      | 実施せず                                  | 実施せず                                        |
| 1920 アントワープ   | Charles E. Ackerly アメリカ合衆国 (USA)       | Samuel Gerson アメリカ合衆国 (USA)        | Philip Bernard イギリス (GBR)                   |
| 1924 パリ           | Robin Reed アメリカ合衆国 (USA)               | Chester Newton アメリカ合衆国 (USA)       | 内藤克俊 日本 (JPN)                             |
| 1928 アムステルダム | Allie Morrison アメリカ合衆国 (USA)           | クスタ・ピヒラヤマキ フィンランド (FIN)   | Hans Minder スイス (SUI)                        |
| 1932 ロサンゼルス   | Hermanni Pihlajamaki フィンランド (FIN)       | Edgar Nemir アメリカ合衆国 (USA)          | Einar Karlsson スウェーデン (SWE)               |
| 1936 ベルリン       | クスタ・ピヒラヤマキ フィンランド (FIN)       | Francis Millard アメリカ合衆国 (USA)      | Gosta Frandfors スウェーデン (SWE)              |
| 1948 ロンドン       | ガザンフェル・ビルゲ トルコ (TUR)             | Ivar Sjolin スウェーデン (SWE)            | アドルフ・ミュラー スイス (SUI)                 |
| 1952 ヘルシンキ     | バイラム・シット トルコ (TUR)                 | Nasser Givehchi イラン (IRI)              | ジョサイア・ヘンソン アメリカ合衆国 (USA)       |
| 1956 メルボルン     | 笹原正三 日本 (JPN)                           | Joseph Mewis ベルギー (BEL)               | Erkki Penttila フィンランド (FIN)               |
| 1960 ローマ         | ムスタファ・ダギスタンリ トルコ (TUR)         | Stancho Kolev ブルガリア (BUL)            | Vladimir Rubashvili ソビエト連邦 (URS)          |
| 1964 東京           | 渡辺長武 日本 (JPN)                           | Stancho Kolev ブルガリア (BUL)            | Nodar Khokhashvili ソビエト連邦 (URS)           |
| 1968 メキシコシティ | 金子正明 日本 (JPN)                           | Enyu Todorov ブルガリア (BUL)             | Shamseddin Seyed-Abbasi イラン (IRI)            |
| 1972 ミュンヘン     | ザガラフ・アブドゥルベコフ ソビエト連邦 (URS) | ベービ・アクダグ トルコ (TUR)             | イワン・クラステフ ブルガリア (BUL)             |
| 1976 モントリオール | 梁正模 韓国 (KOR)                             | ゼベジーン・オイドフ モンゴル (MGL)       | ジーン・デービス アメリカ合衆国 (USA)           |
| 1980 モスクワ       | マゴメドガサン・アブシェフ ソビエト連邦 (URS) | ミホ・ドゥコフ ブルガリア (BUL)           | ゲオルギオス・ハツィオアニディス ギリシャ (GRE) |
| 1984 ロサンゼルス   | ランディー・ルイス アメリカ合衆国 (USA)       | 赤石光生 日本 (JPN)                       | 李正根 韓国 (KOR)                               |
| 1988 ソウル         | ジョン・スミス アメリカ合衆国 (USA)           | ステパン・サルキシアン ソビエト連邦 (URS) | シメオン・シュテレフ ブルガリア (BUL)           |
| 1992 バルセロナ     | ジョン・スミス アメリカ合衆国 (USA)           | アスガリ・モハメディアン イラン (IRI)     | ラサロ・レイノソ キューバ (CUB)                 |
| 1996 アトランタ     | トム・ブランズ アメリカ合衆国 (USA)           | 張在成 韓国 (KOR)                         | エルブラス・テデエフ ウクライナ (UKR)           |
| 2000 シドニー       | ムラト・ウマハノフ ロシア (RUS)               | セラフィン・バルザコフ ブルガリア (BUL)   | 張在成 韓国 (KOR)                               |
| 2004 アテネ         | ヤンドロ・キンタナ キューバ (CUB)             | マスード・ジョカー イラン (IRI)           | 井上謙二 日本 (JPN)                             |
| 2008 北京           | マブレット・バチロフ ロシア (RUS)             | 湯元健一 日本 (JPN)                       | セヤドモラード・モハンマディ イラン (IRI)       |
| 2008 北京           | マブレット・バチロフ ロシア (RUS)             | 湯元健一 日本 (JPN)                       | バザル・バザルグルエフ キルギス (KGZ)           |
| 2012 ロンドン       | トグラル・アスガロフ アゼルバイジャン (AZE)   | ベシク・クドゥホフ ロシア (RUS)           | コールマン・スコット アメリカ合衆国 (USA)       |
| 2012 ロンドン       | トグラル・アスガロフ アゼルバイジャン (AZE)   | ベシク・クドゥホフ ロシア (RUS)           | ヨゲシュワル・ドゥット インド (IND)             |

#### 90kg級
- 旧ライトヘビー級
- -80 kg (1920)
- -87 kg (1924-1960)
- -97 kg (1964-1968)
- -90 kg (1972-1996)

| 大会名              | 金                                          | 銀                                        | 銅                                      |
| ------------------- | ------------------------------------------- | ----------------------------------------- | --------------------------------------- |
| 1920 アントワープ   | Anders Larsson スウェーデン (SWE)           | Charles Courant スイス (SUI)              | Walter Maurer アメリカ合衆国 (USA)      |
| 1924 パリ           | John Spellman アメリカ合衆国 (USA)          | Rudolf Svensson スウェーデン (SWE)        | Charles Courant スイス (SUI)            |
| 1928 アムステルダム | Thure Sjostedt スウェーデン (SWE)           | Arnold Bogli スイス (SUI)                 | Henri Lefebre フランス (FRA)            |
| 1932 ロサンゼルス   | Peter Mehringer アメリカ合衆国 (USA)        | Thure Sjostedt スウェーデン (SWE)         | Eddie Scarf オーストラリア (AUS)        |
| 1936 ベルリン       | Knut Fridell スウェーデン (SWE)             | August Neo エストニア (EST)               | Erich Siebert ドイツ (GER)              |
| 1948 ロンドン       | Henry Wittenberg アメリカ合衆国 (USA)       | Fritz Stockli スイス (SUI)                | Bengt Fahlqvist スウェーデン (SWE)      |
| 1952 ヘルシンキ     | Vikim Palm スウェーデン (SWE)               | Henry Wittenberg アメリカ合衆国 (USA)     | アディル・アタン トルコ (TUR)           |
| 1956 メルボルン     | ゴラムレザ・タクティー イラン (IRI)         | Boris Kulayev ソビエト連邦 (URS)          | Peter Blair アメリカ合衆国 (USA)        |
| 1960 ローマ         | イスメト・アトリ トルコ (TUR)               | ゴラムレザ・タクティー イラン (IRI)       | Anatoly Albul ソビエト連邦 (URS)        |
| 1964 東京           | アレクサンドル・メドベド ソビエト連邦 (URS) | アフメト・アイク トルコ (TUR)             | Said Mustafov ブルガリア (BUL)          |
| 1968 メキシコシティ | アフメト・アイク トルコ (TUR)               | Shota Lomidze ソビエト連邦 (URS)          | チャターリ・ヨージェフ ハンガリー (HUN) |
| 1972 ミュンヘン     | ベン・ピーターソン アメリカ合衆国 (USA)     | ゲンナジー・ストラホフ ソビエト連邦 (URS) | バイコー・カーロイ ハンガリー (HUN)     |
| 1976 モントリオール | レバン・テジアシビリ ソビエト連邦 (URS)     | ベン・ピーターソン アメリカ合衆国 (USA)   | ステリカ・モルコフ ルーマニア (ROM)     |
| 1980 モスクワ       | サナサル・オガニシアン ソビエト連邦 (URS)   | ウーベ・ノイペルト 東ドイツ (GDR)         | アレクサンデル・シホン ポーランド (POL) |
| 1984 ロサンゼルス   | エドワード・バナック アメリカ合衆国 (USA)   | 太田章 日本 (JPN)                         | ノエル・ローバン イギリス (GBR)         |
| 1988 ソウル         | マハルベク・ハダルツェフ ソビエト連邦 (URS) | 太田章 日本 (JPN)                         | 金泰雨 韓国 (KOR)                       |
| 1992 バルセロナ     | マハルベク・ハダルツェフ EUN (EUN)          | ケナン・シムセク トルコ (TUR)             | クリス・キャンベル アメリカ合衆国 (USA) |
| 1996 アトランタ     | ラスール・ハデム イラン (IRI)               | マハルベク・ハダルツェフ ロシア (RUS)     | エルダー・クルタニゼ グルジア (GEO)     |

## 男子グレコローマン

### 現行階級

#### 60kg級
- 旧バンタム級
- -58 kg (1924-1928)
- -56 kg (1932-1936)
- 52-57 kg (1948-1996)
- 54-58 kg (2000)
- -55 kg (2004-2012)
- -59 kg (2016)
- -60 kg (2016)

| 大会名                | 金                                                    | 銀                                            | 銅                                            |
| --------------------- | ----------------------------------------------------- | --------------------------------------------- | --------------------------------------------- |
| 1924 パリ             | Eduard Putsep エストニア (EST)                        | Anselm Ahlfors フィンランド (FIN)             | Vaino Ikonen フィンランド (FIN)               |
| 1928 アムステルダム   | Kurt Leucht ドイツ (GER)                              | Jindrich Maudr チェコスロバキア (TCH)         | Giovanni Gozzi イタリア (ITA)                 |
| 1932 ロサンゼルス     | ジェイコブ・ブレンデル ドイツ (GER)                   | Marcello Nizzola イタリア (ITA)               | Louis Francois フランス (FRA)                 |
| 1936 ベルリン         | Marton Lorincz ハンガリー (HUN)                       | Egon Svensson スウェーデン (SWE)              | Jakob Brendel ドイツ (GER)                    |
| 1948 ロンドン         | Kurt Pettersen スウェーデン (SWE)                     | Ali Mahmoud Hassan エジプト (EGY)             | ハリル・カヤ トルコ (TUR)                     |
| 1952 ヘルシンキ       | Imre Hodos ハンガリー (HUN)                           | Zakaria Chibab レバノン (LIB)                 | Artem Teryan ソビエト連邦 (URS)               |
| 1956 メルボルン       | Konstantin Vyrupayev ソビエト連邦 (URS)               | Edvin Vesterby スウェーデン (SWE)             | Francisc Horvat ルーマニア (ROM)              |
| 1960 ローマ           | Oleg Karavayev ソビエト連邦 (URS)                     | Ion Cernea ルーマニア (ROM)                   | Dinko Petrov ブルガリア (BUL)                 |
| 1964 東京             | 市口政光 日本 (JPN)                                   | Vladlen Trostyansky ソビエト連邦 (URS)        | Ion Cernea ルーマニア (ROM)                   |
| 1968 メキシコシティ   | Janos Varga ハンガリー (HUN)                          | Ion Baciu ルーマニア (ROM)                    | Ivan Kochergin ソビエト連邦 (URS)             |
| 1972 ミュンヘン       | ルスタム・カザコフ ソビエト連邦 (URS)                 | ハンス＝ユルゲン・フェイル 西ドイツ (FRG)     | リスト・ビョーリン フィンランド (FIN)         |
| 1976 モントリオール   | ペルティ・ウッコラ フィンランド (FIN)                 | イバン・フルジッチ ユーゴスラビア (YUG)       | ファハト・ムスタフィン ソビエト連邦 (URS)     |
| 1980 モスクワ         | シャミル・セリコフ ソビエト連邦 (URS)                 | ヨーゼフ・リピエン ポーランド (POL)           | ベンニ・ユングベック スウェーデン (SWE)       |
| 1984 ロサンゼルス     | パスカル・パサレリ 西ドイツ (FRG)                     | 江藤正基 日本 (JPN)                           | ハラランボス・ホリディス ギリシャ (GRE)       |
| 1988 ソウル           | シケ・アンドラーシュ ハンガリー (HUN)                 | ストヤン・バロフ ブルガリア (BUL)             | ハラランボス・ホリディス ギリシャ (GRE)       |
| 1992 バルセロナ       | 安漢奉 韓国 (KOR)                                     | リファト・イルディツ ドイツ (GER)             | 盛沢田 中国 (CHN)                             |
| 1996 アトランタ       | ユーリ・メルニチェンコ カザフスタン (KAZ)             | デニス・ホール アメリカ合衆国 (USA)           | 盛沢田 中国 (CHN)                             |
| 2000 シドニー         | アルメン・ナザリャン ブルガリア (BUL)                 | 金仁燮 韓国 (KOR)                             | 盛沢田 中国 (CHN)                             |
| 2004 アテネ           | イストバン・マヨロシュ ハンガリー (HUN)               | ゲイダル・マメダリエフ ロシア (RUS)           | アルティオム・キウレヤン ギリシャ (GRE)       |
| 2008 北京             | ナジル・マンキエフ ロシア (RUS)                       | ロフシャン・バイラモフ アゼルバイジャン (AZE) | ロマン・アモヤン アルメニア (ARM)             |
| 2008 北京             | ナジル・マンキエフ ロシア (RUS)                       | ロフシャン・バイラモフ アゼルバイジャン (AZE) | 朴殷哲 韓国 (KOR)                             |
| 2012 ロンドン         | ハミド・スーリヤン イラン (IRI)                       | ロフシャン・バイラモフ アゼルバイジャン (AZE) | モドス・ペーテル ハンガリー (HUN)             |
| 2012 ロンドン         | ハミド・スーリヤン イラン (IRI)                       | ロフシャン・バイラモフ アゼルバイジャン (AZE) | ミンギヤン・セメノフ ロシア (RUS)             |
| 2016 リオデジャネイロ | イスマエル・ボレロ キューバ (CUB)                     | 太田忍 日本 (JPN)                             | エルムラト・タスムラドフ ウズベキスタン (UZB) |
| 2016 リオデジャネイロ | イスマエル・ボレロ キューバ (CUB)                     | 太田忍 日本 (JPN)                             | スティ・アンドレ・バルゲ ノルウェー (NOR)     |
| 2020 東京             | ルイス・アルベルト・オルタ・サンチェス キューバ (CUB) | 文田健一郎 日本 (JPN)                         | サイリケ・ワリハン 中国 (CHN)                 |
| 2020 東京             | ルイス・アルベルト・オルタ・サンチェス キューバ (CUB) | 文田健一郎 日本 (JPN)                         | セルゲイ・エメリン ROC (ROC)                  |
| 2024 パリ             | 文田健一郎 日本 (JPN)                                 | 曹利国 中国 (CHN)                             | ジョラマン・シャルシェンベコフ キルギス (KGZ) |
| 2024 パリ             | 文田健一郎 日本 (JPN)                                 | 曹利国 中国 (CHN)                             | リ・セウン 北朝鮮 (PRK)                       |

#### 67kg級
- 旧ライト級
- -66.6 kg (1908)
- 60-67.5 kg (1912-1920)
- 62-67.5 kg (1924-1928)
- 62-67.5 kg (1924-1928)
- 61-66 kg (1932-1936)
- 61-67 kg (1948-1960)
- 63-70 kg (1964-1968)
- 62-68 kg (1972-1996)
- 63-69 kg (2000)
- 60-66 kg (2004-2012)
- 59-66 kg (2016)
- 60-67 kg (2020-)

| 大会名                | 金                                              | 銀                                        | 銅                                                    |
| --------------------- | ----------------------------------------------- | ----------------------------------------- | ----------------------------------------------------- |
| 1908 ロンドン         | Enrico Porro イタリア (ITA)                     | ニコライ・オルロフ ロシア (RUS)           | Arvid Linden フィンランド (FIN)                       |
| 1912 ストックホルム   | Emil Vare フィンランド (FIN)                    | Gustaf Malmstrom スウェーデン (SWE)       | Edvin Mattiasson スウェーデン (SWE)                   |
| 1920 アントワープ     | Emil Vare フィンランド (FIN)                    | Taavi Tamminen フィンランド (FIN)         | Frithjof Andersen ノルウェー (NOR)                    |
| 1924 パリ             | Oskari Friman フィンランド (FIN)                | Lajos Keresztes ハンガリー (HUN)          | Kalle Westerlund フィンランド (FIN)                   |
| 1928 アムステルダム   | Lajos Keresztes ハンガリー (HUN)                | Eduard Sperling ドイツ (GER)              | Edvard Westerlund フィンランド (FIN)                  |
| 1932 ロサンゼルス     | エリク・マルムバーグ スウェーデン (SWE)         | Abraham Kurland デンマーク (DEN)          | Eduard Sperling ドイツ (GER)                          |
| 1936 ベルリン         | Lauri Koskela フィンランド (FIN)                | Josef Herda チェコスロバキア (TCH)        | Voldemar Vali エストニア (EST)                        |
| 1948 ロンドン         | Gustav Freij スウェーデン (SWE)                 | Aage Eriksen ノルウェー (NOR)             | Karoly Ferencz ハンガリー (HUN)                       |
| 1952 ヘルシンキ       | Shazam Safin ソビエト連邦 (URS)                 | Gustav Freij スウェーデン (SWE)           | Mikulas Atanasov チェコスロバキア (TCH)               |
| 1956 メルボルン       | Kyosti Lehtonen フィンランド (FIN)              | リザ・ドアン トルコ (TUR)                 | Gyula Toth ハンガリー (HUN)                           |
| 1960 ローマ           | Avtandil Koridze ソビエト連邦 (URS)             | Branislav Martinovic ユーゴスラビア (YUG) | Gustav Freij スウェーデン (SWE)                       |
| 1964 東京             | カジム・アイバズ トルコ (TUR)                   | Valeriu Bularca ルーマニア (ROM)          | David Gvantseladze ソビエト連邦 (URS)                 |
| 1968 メキシコシティ   | 宗村宗二 日本 (JPN)                             | Stevan Horvat ユーゴスラビア (YUG)        | Petros Galaktopoulos ギリシャ (GRE)                   |
| 1972 ミュンヘン       | シャミル・ヒサムトディノフ ソビエト連邦 (URS)   | ストヤン・アポストロフ ブルガリア (BUL)   | ジャン＝マッテオ・ランツィ イタリア (ITA)             |
| 1976 モントリオール   | スレン・ナルバンディアン ソビエト連邦 (URS)     | シュテファン・ルス ルーマニア (ROM)       | ハインツ＝ヘルムート・ヴェーリンク 東ドイツ (GDR)     |
| 1980 モスクワ         | シュテファン・ルス ルーマニア (ROM)             | アンジェイ・スプロン ポーランド (POL)     | ラース＝エリク・シェールド スウェーデン (SWE)         |
| 1984 ロサンゼルス     | ブラド・リシャク ユーゴスラビア (YUG)           | タピオ・シピラ フィンランド (FIN)         | ジェームズ・マルティネス アメリカ合衆国 (USA)         |
| 1988 ソウル           | レボン・ユルファラキャン ソビエト連邦 (URS)     | 金成文 韓国 (KOR)                         | タピオ・シピラ フィンランド (FIN)                     |
| 1992 バルセロナ       | レプカ・アッティラ ハンガリー (HUN)             | イスラム・ドグチエフ EUN (EUN)            | ロドニー・スミス アメリカ合衆国 (USA)                 |
| 1996 アトランタ       | リシャルト・ボルニ ポーランド (POL)             | ガニ・ヤルー フランス (FRA)               | アレクサンドル・トレチャコフ ロシア (RUS)             |
| 2000 シドニー         | フェリベルト・アスクイ キューバ (CUB)           | 永田克彦 日本 (JPN)                       | アレクセイ・グルチコフ ロシア (RUS)                   |
| 2004 アテネ           | ファリド・マンスロフ アゼルバイジャン (AZE)     | シェレフ・エロウル トルコ (TUR)           | ムヒタル・マヌキャン カザフスタン (KAZ)               |
| 2008 北京             | スティーブ・ゲノー フランス (FRA)               | カナトベク・バガリエフ キルギス (KGZ)     | ミハイル・シアミオナウ ベラルーシ (BLR)               |
| 2008 北京             | スティーブ・ゲノー フランス (FRA)               | カナトベク・バガリエフ キルギス (KGZ)     | アルメン・ワルダニャン ウクライナ (UKR)               |
| 2012 ロンドン         | 金炫雨 韓国 (KOR)                               | レーリンツ・タマシュ ハンガリー (HUN)     | マヌチャー・ツカダイア グルジア (GEO)                 |
| 2012 ロンドン         | 金炫雨 韓国 (KOR)                               | レーリンツ・タマシュ ハンガリー (HUN)     | スティーブ・ゲノ フランス (FRA)                       |
| 2016 リオデジャネイロ | ダボル・シュテファネク セルビア (SRB)           | ミグラン・アルトゥニャン アルメニア (ARM) | シュマギ・ボルクバーゼ ジョージア (GEO)               |
| 2016 リオデジャネイロ | ダボル・シュテファネク セルビア (SRB)           | ミグラン・アルトゥニャン アルメニア (ARM) | ラスル・チュナエフ アゼルバイジャン (AZE)             |
| 2020 東京             | モハンマド・レザ・ゲラエイ イラン (IRI)         | パルビス・ナシボフ ウクライナ (UKR)       | フランク・シュテブラー ドイツ (GER)                   |
| 2020 東京             | モハンマド・レザ・ゲラエイ イラン (IRI)         | パルビス・ナシボフ ウクライナ (UKR)       | モハメド・イブラヒム・エッ＝サイド エジプト (EGY)     |
| 2024 パリ             | サエイド・エスマエイリ・レイヴェシ イラン (IRI) | パルヴィス・ナシボフ ウクライナ (UKR)     | ハスラト・ジャファロフ アゼルバイジャン (AZE)         |
| 2024 パリ             | サエイド・エスマエイリ・レイヴェシ イラン (IRI) | パルヴィス・ナシボフ ウクライナ (UKR)     | ルイス・アルベルト・オルタ・サンチェス キューバ (CUB) |

#### 77kg級
- 旧ウェルター級
- 66-72 kg (1932-1936)
- 67-73 kg (1948-1960)
- 70-78 kg (1964-1968)
- 68-74 kg (1972-1996)
- 69-76 kg (2000)
- 66-74 kg (2004-2012)
- 66-75 kg (2016)
- 67-77 kg (2016-)

| 大会名                | 金                                                    | 銀                                            | 銅                                              |
| --------------------- | ----------------------------------------------------- | --------------------------------------------- | ----------------------------------------------- |
| 1932 ロサンゼルス     | イバール・ヨハンソン スウェーデン (SWE)               | Vaino Kajander フィンランド (FIN)             | Ercole Gallegati イタリア (ITA)                 |
| 1936 ベルリン         | Rudolf Svedberg スウェーデン (SWE)                    | フリッツ・シェーファー ドイツ (GER)           | Eino Virtanen フィンランド (FIN)                |
| 1948 ロンドン         | Gosta Andersson スウェーデン (SWE)                    | Miklos Szilvasi ハンガリー (HUN)              | Henrik Hansen デンマーク (DEN)                  |
| 1952 ヘルシンキ       | Miklos Szilvasi ハンガリー (HUN)                      | Gosta Andersson スウェーデン (SWE)            | Khalil Taha レバノン (LIB)                      |
| 1956 メルボルン       | ミサト・バイラク トルコ (TUR)                         | Vladimir Maneyev ソビエト連邦 (URS)           | Per Berlin スウェーデン (SWE)                   |
| 1960 ローマ           | ミサト・バイラク トルコ (TUR)                         | Gunter Maritschnigg 東西統一ドイツ (EUA)      | Rene Schiermeyer フランス (FRA)                 |
| 1964 東京             | Anatoly Kolesov ソビエト連邦 (URS)                    | Kiril Petkov ブルガリア (BUL)                 | Bertil Nystrom スウェーデン (SWE)               |
| 1968 メキシコシティ   | Rudolf Vesper 東ドイツ (GDR)                          | Daniel Robin フランス (FRA)                   | バイコー・カーロイ ハンガリー (HUN)             |
| 1972 ミュンヘン       | ビテスラフ・マハ チェコスロバキア (TCH)               | ペトロス・ガラクトプロス ギリシャ (GRE)       | ヤン・カールソン スウェーデン (SWE)             |
| 1976 モントリオール   | アナトリー・ブイコフ ソビエト連邦 (URS)               | ビテスラフ・マハ チェコスロバキア (TCH)       | カールハインツ・ヘルビンク 西ドイツ (FRG)       |
| 1980 モスクワ         | コチシュ・フェレンツ ハンガリー (HUN)                 | アナトリー・ブイコフ ソビエト連邦 (URS)       | ミッコ・フータラ フィンランド (FIN)             |
| 1984 ロサンゼルス     | ユーコ・サロマキ フィンランド (FIN)                   | ロガー・タルロト スウェーデン (SWE)           | シュテファン・ルス ルーマニア (ROM)             |
| 1988 ソウル           | 金永南 韓国 (KOR)                                     | ダウレット・ツルリハノフ ソビエト連邦 (URS)   | ヨーゼフ・トラッチ ポーランド (POL)             |
| 1992 バルセロナ       | ムナトサカン・イスカンダリアン EUN (EUN)              | ヨーゼフ・トラッチ ポーランド (POL)           | トールビョルン・コルンバック スウェーデン (SWE) |
| 1996 アトランタ       | フェリベルト・アスクイ キューバ (CUB)                 | マルコ・アセル フィンランド (FIN)             | ヨーゼフ・トラッチ ポーランド (POL)             |
| 2000 シドニー         | モウラト・カルダノフ ロシア (RUS)                     | マット・リンドランド アメリカ合衆国 (USA)     | マルコ・ユリハンヌクセラ フィンランド (FIN)     |
| 2004 アテネ           | アレクサンドル・ドクトゥリシビリ ウズベキスタン (UZB) | マルコ・ユリハンヌクセラ フィンランド (FIN)   | ワルテレス・サムルガチェフ ロシア (RUS)         |
| 2008 北京             | マヌシャル・クビルケリア グルジア (GEO)               | 常永祥 中国 (CHN)                             | ヤボル・ヤナキエフ ブルガリア (BUL)             |
| 2008 北京             | マヌシャル・クビルケリア グルジア (GEO)               | 常永祥 中国 (CHN)                             | クリストフ・ゲノー フランス (FRA)               |
| 2012 ロンドン         | ロマン・ブラソフ ロシア (RUS)                         | アーセン・ジュルファラキャン アルメニア (ARM) | アレクサンドル・カザケビッツ リトアニア (LTU)   |
| 2012 ロンドン         | ロマン・ブラソフ ロシア (RUS)                         | アーセン・ジュルファラキャン アルメニア (ARM) | エミン・アマドフ アゼルバイジャン (AZE)         |
| 2016 リオデジャネイロ | ロマン・ブラソフ ロシア (RUS)                         | マルク・マドセン デンマーク (DEN)             | 金炫雨 韓国 (KOR)                               |
| 2016 リオデジャネイロ | ロマン・ブラソフ ロシア (RUS)                         | マルク・マドセン デンマーク (DEN)             | サイード・アブデヴァリ イラン (IRI)             |
| 2020 東京             | レーリンツ・タマーシュ ハンガリー (HUN)               | アクジョル・マフムドフ キルギス (KGZ)         | 屋比久翔平 日本 (JPN)                           |
| 2020 東京             | レーリンツ・タマーシュ ハンガリー (HUN)               | アクジョル・マフムドフ キルギス (KGZ)         | ラフィグ・ヒュセイノフ アゼルバイジャン (AZE)   |
| 2024 パリ             | 日下尚 日本 (JPN)                                     | デメウ・ジャドラエフ カザフスタン (KAZ)       | マルハス・アモヤン アルメニア (ARM)             |
| 2024 パリ             | 日下尚 日本 (JPN)                                     | デメウ・ジャドラエフ カザフスタン (KAZ)       | アクジョル・マフムドフ キルギス (KGZ)           |

#### 87kg級
- 旧ミドル級
- 66.6-73 kg (1908)
- 67.5-75 kg (1912-1928)
- 72-79 kg (1932-1936)
- 73-79 kg (1948-1960)
- 78-87 kg (1964-1968)
- 74-82 kg (1972-1996)
- 76-85 kg (2000)
- 74-84 kg (2004-2012)
- 75-85 kg (2016)
- 77-87 kg (2020-)

| 大会名                | 金                                                    | 銀                                              | 銅                                              |
| --------------------- | ----------------------------------------------------- | ----------------------------------------------- | ----------------------------------------------- |
| 1908 ロンドン         | Frithiof Martensson スウェーデン (SWE)                | Mauritz Andersson スウェーデン (SWE)            | Anders Andersen デンマーク (DEN)                |
| 1912 ストックホルム   | クレス・ヨハンソン スウェーデン (SWE)                 | Martin Klein ロシア (RUS)                       | Alfred Asikainen フィンランド (FIN)             |
| 1920 アントワープ     | Carl Westergren スウェーデン (SWE)                    | Arthur Lindfors フィンランド (FIN)              | Masa Perttila フィンランド (FIN)                |
| 1924 パリ             | Edvard Westerlund フィンランド (FIN)                  | Arthur Lindfors フィンランド (FIN)              | Roman Steinberg エストニア (EST)                |
| 1928 アムステルダム   | Vaino Kokkinen フィンランド (FIN)                     | Laszlo Papp ハンガリー (HUN)                    | Albert Kusnets エストニア (EST)                 |
| 1932 ロサンゼルス     | Vaino Kokkinen フィンランド (FIN)                     | Jean Foldeak ドイツ (GER)                       | Axel Cadier スウェーデン (SWE)                  |
| 1936 ベルリン         | イバール・ヨハンソン スウェーデン (SWE)               | Ludwig Schweickert ドイツ (GER)                 | Jozsef Palotas ハンガリー (HUN)                 |
| 1948 ロンドン         | Axel Gronberg スウェーデン (SWE)                      | ムフリス・タイフル トルコ (TUR)                 | Ercole Gallegati イタリア (ITA)                 |
| 1952 ヘルシンキ       | Axel Gronberg スウェーデン (SWE)                      | Kalervo Rauhala フィンランド (FIN)              | Nikolay Belov ソビエト連邦 (URS)                |
| 1956 メルボルン       | Givi Kartoziya ソビエト連邦 (URS)                     | Dimitar Dobrev ブルガリア (BUL)                 | Rune Jansson スウェーデン (SWE)                 |
| 1960 ローマ           | Dimitar Dobrev ブルガリア (BUL)                       | Lothar Metz 東西統一ドイツ (EUA)                | Ion Taranu ルーマニア (ROM)                     |
| 1964 東京             | Branislav Simic ユーゴスラビア (YUG)                  | Jiri Kormanik チェコスロバキア (TCH)            | Lothar Metz 東西統一ドイツ (EUA)                |
| 1968 メキシコシティ   | Lothar Metz 東ドイツ (GDR)                            | Valentin Olenik ソビエト連邦 (URS)              | Branislav Simic ユーゴスラビア (YUG)            |
| 1972 ミュンヘン       | ヘゲデュース・チャバ ハンガリー (HUN)                 | アナトリー・ナザレンコ ソビエト連邦 (URS)       | ミラン・ネナディッチ ユーゴスラビア (YUG)       |
| 1976 モントリオール   | ノミル・ペトコビッチ ユーゴスラビア (YUG)             | ウラジミール・チェボクサロフ ソビエト連邦 (URS) | イワン・コレフ ブルガリア (BUL)                 |
| 1980 モスクワ         | ゲンナジー・コルバン ソビエト連邦 (URS)               | ヤン・ドウゴビッチ ポーランド (POL)             | パベル・パブロフ ブルガリア (BUL)               |
| 1984 ロサンゼルス     | イオン・ドライカ ルーマニア (ROM)                     | ディミトリオス・タノプロス ギリシャ (GRE)       | セーレン・クレソン スウェーデン (SWE)           |
| 1988 ソウル           | ミハイル・マミアシビリ ソビエト連邦 (URS)             | コマーロミ・チボール ハンガリー (HUN)           | 金相圭 韓国 (KOR)                               |
| 1992 バルセロナ       | ファルカシュ・ペーター ハンガリー (HUN)               | ピョートル・ステピエン ポーランド (POL)         | ダウレット・ツルリハノフ EUN (EUN)              |
| 1996 アトランタ       | ハムザ・イェルリカヤ トルコ (TUR)                     | トーマス・ツァンダー ドイツ (GER)               | ワレリー・チレント ベラルーシ (BLR)             |
| 2000 シドニー         | ハムザ・イェルリカヤ トルコ (TUR)                     | バルドシ・サンドール ハンガリー (HUN)           | ムフラン・ワフタンガゼ グルジア (GEO)           |
| 2004 アテネ           | アレクセイ・ミチン ロシア (RUS)                       | アラ・アブラハミアン スウェーデン (SWE)         | ビャチェスラフ・マカランカ ベラルーシ (BLR)     |
| 2008 北京             | アンドレア・ミングッツィ イタリア (ITA)               | フォドル・ゾルタン ハンガリー (HUN)             | ナズミ・アブルカ トルコ (TUR)                   |
| 2008 北京             | アンドレア・ミングッツィ イタリア (ITA)               | フォドル・ゾルタン ハンガリー (HUN)             | 失格                                            |
| 2012 ロンドン         | アラン・クガエフ ロシア (RUS)                         | カラム・イブラヒム エジプト (EGY)               | ダニャル・ガジエフ カザフスタン (KAZ)           |
| 2012 ロンドン         | アラン・クガエフ ロシア (RUS)                         | カラム・イブラヒム エジプト (EGY)               | ダミアン・ジャニコースキー ポーランド (POL)     |
| 2016 リオデジャネイロ | ダヴィード・チャクベタゼ ロシア (RUS)                 | ザン・ベレニウク ウクライナ (UKR)               | ヤビド・ハムザタウ ベラルーシ (BLR)             |
| 2016 リオデジャネイロ | ダヴィード・チャクベタゼ ロシア (RUS)                 | ザン・ベレニウク ウクライナ (UKR)               | デニス・クドラ ドイツ (GER)                     |
| 2020 東京             | ジャン・ベレニュク ウクライナ (UKR)                   | レーリンツ・ビクトル ハンガリー (HUN)           | デニス・マクシミリアン・クドラ ドイツ (GER)     |
| 2020 東京             | ジャン・ベレニュク ウクライナ (UKR)                   | レーリンツ・ビクトル ハンガリー (HUN)           | ズラビ・ダトゥナシビリ セルビア (SRB)           |
| 2024 パリ             | セメン・セルゲエヴィッチ・ノヴィコフ ブルガリア (BUL) | アリレザ・モフマディピアーニ イラン (IRI)       | ジャン・ベレニュク ウクライナ (UKR)             |
| 2024 パリ             | セメン・セルゲエヴィッチ・ノヴィコフ ブルガリア (BUL) | アリレザ・モフマディピアーニ イラン (IRI)       | トゥルパル・アリ・ビスルタノフ デンマーク (DEN) |

#### 97kg級
- 旧ヘビー級
- 制限なし (1896)
- +93 kg (1908)
- +82.5 kg (1912-1928)
- +87 kg (1932-1960)
- +97 kg (1964-1968)
- 90-100 kg (1972-1996)
- 85-97 kg (2000)
- 84-96 kg (2004-2012)
- 85-98 kg (2016)
- 87-97 kg (2020-)

| 大会名                | 金                                          | 銀                                          | 銅                                                              |
| --------------------- | ------------------------------------------- | ------------------------------------------- | --------------------------------------------------------------- |
| 1896 アテネ           | カール・シューマン ドイツ (GER)             | Georgios Tsitas ギリシャ (GRE)              | Stephanos Christopoulos ギリシャ (GRE)                          |
| 1900-1904             | 実施せず                                    | 実施せず                                    | 実施せず                                                        |
| 1908 ロンドン         | Richard Weisz ハンガリー (HUN)              | アレクサンドル・ペトロフ ロシア (RUS)       | Soren Marinus Jensen デンマーク (DEN)                           |
| 1912 ストックホルム   | Yrjo Saarela フィンランド (FIN)             | Johan Olin フィンランド (FIN)               | Soren Marinus Jensen デンマーク (DEN)                           |
| 1920 アントワープ     | アドルフ・リンドフォース フィンランド (FIN) | Poul Hansen デンマーク (DEN)                | Martti Nieminen フィンランド (FIN)                              |
| 1924 パリ             | Henri Deglane フランス (FRA)                | Edil Rosenqvist フィンランド (FIN)          | Rajmund Bado ハンガリー (HUN)                                   |
| 1928 アムステルダム   | Rudolf Svensson スウェーデン (SWE)          | Hjalmar Nystrom フィンランド (FIN)          | Georg Gehring ドイツ (GER)                                      |
| 1932 ロサンゼルス     | Carl Westergren スウェーデン (SWE)          | Josef Urban チェコスロバキア (TCH)          | Nikolaus Hirschl オーストリア (AUT)                             |
| 1936 ベルリン         | クリスチャン・パルサル エストニア (EST)     | John Nyman スウェーデン (SWE)               | Kurt Hornfischer ドイツ (GER)                                   |
| 1948 ロンドン         | アフメト・キレッチ トルコ (TUR)             | Tor Nilsson スウェーデン (SWE)              | Guido Fantoni イタリア (ITA)                                    |
| 1952 ヘルシンキ       | Johannes Kotkas ソビエト連邦 (URS)          | Josef Ruzicka チェコスロバキア (TCH)        | Tauno Kovanen フィンランド (FIN)                                |
| 1956 メルボルン       | Anatoli Parfenov ソビエト連邦 (URS)         | Wilfried Dietrich 東西統一ドイツ (EUA)      | Adelmo Bulgarelli イタリア (ITA)                                |
| 1960 ローマ           | イヴァン・ボフダン ソビエト連邦 (URS)       | Wilfried Dietrich 東西統一ドイツ (EUA)      | Bohumil Kubat チェコスロバキア (TCH)                            |
| 1964 東京             | イシュトヴァーン・コズマ ハンガリー (HUN)   | アナトリー・ロシチン ソビエト連邦 (URS)     | Wilfried Dietrich 東西統一ドイツ (EUA)                          |
| 1968 メキシコシティ   | イシュトヴァーン・コズマ ハンガリー (HUN)   | アナトリー・ロシチン ソビエト連邦 (URS)     | Petr Kment チェコスロバキア (TCH)                               |
| 1972 ミュンヘン       | ニコラエ・マルティネスク ルーマニア (ROM)   | ニコライ・ヤコベンコ ソビエト連邦 (URS)     | キシュ・フェレンツ ハンガリー (HUN)                             |
| 1976 モントリオール   | ニコライ・バルボシン ソビエト連邦 (URS)     | カメン・ゴラノフ ブルガリア (BUL)           | アンジェイ・スクジドレフスキ ポーランド (POL)                   |
| 1980 モスクワ         | ゲオルギー・ライコフ ブルガリア (BUL)       | ロマン・ビエルワ ポーランド (POL)           | バシル・アンドレイ ルーマニア (ROM)                             |
| 1984 ロサンゼルス     | バシル・アンドレイ ルーマニア (ROM)         | グレッグ・ギブソン アメリカ合衆国 (USA)     | ヨージェフ・テルテイ ユーゴスラビア (YUG)                       |
| 1988 ソウル           | アンジェイ・ボロンスキ ポーランド (POL)     | ゲルハルト・ヒメル 西ドイツ (FRG)           | デニス・コズロウスキー アメリカ合衆国 (USA)                     |
| 1992 バルセロナ       | エクトル・ミリアン キューバ (CUB)           | デニス・コズロウスキー アメリカ合衆国 (USA) | セルゲイ・デミャシケビッチ EUN (EUN)                            |
| 1996 アトランタ       | アンジェイ・ボロンスキ ポーランド (POL)     | セルゲイ・リシュトバン ベラルーシ (BLR)     | ミカエル・ユングベリ スウェーデン (SWE)                         |
| 2000 シドニー         | ミカエル・ユングベリ スウェーデン (SWE)     | ダビッド・ソルダゼ ウクライナ (UKR)         | ギャレット・ロウニー アメリカ合衆国 (USA)                       |
| 2004 アテネ           | カラム・イブラヒム エジプト (EGY)           | ラメズ・ノザゼ グルジア (GEO)               | メフメト・オザル トルコ (TUR)                                   |
| 2008 北京             | アスランベク・フシュトフ ロシア (RUS)       | ミルコ・エングリッヒ ドイツ (GER)           | アダム・ウィーラー アメリカ合衆国 (USA)                         |
| 2008 北京             | アスランベク・フシュトフ ロシア (RUS)       | ミルコ・エングリッヒ ドイツ (GER)           | マレク・シュベツ チェコ (CZE)                                   |
| 2012 ロンドン         | ガセム・レザエイ イラン (IRI)               | ルスタム・トトロフ ロシア (RUS)             | アルツル・アレクサンヤン アルメニア (ARM)                       |
| 2012 ロンドン         | ガセム・レザエイ イラン (IRI)               | ルスタム・トトロフ ロシア (RUS)             | ジミー・リドベリ スウェーデン (SWE)                             |
| 2016 リオデジャネイロ | アルツル・アレクサンヤン アルメニア (ARM)   | ヤズマニー・ルーゴ キューバ (CUB)           | ジェンク・イルデム トルコ (TUR)                                 |
| 2016 リオデジャネイロ | アルツル・アレクサンヤン アルメニア (ARM)   | ヤズマニー・ルーゴ キューバ (CUB)           | ガセム・レザエイ イラン (IRI)                                   |
| 2020 東京             | ムサ・エフロエフ ROC (ROC)                  | アルトゥル・アレクサニャン アルメニア (ARM) | タデウシュ・ミハリク ポーランド (POL)                           |
| 2020 東京             | ムサ・エフロエフ ROC (ROC)                  | アルトゥル・アレクサニャン アルメニア (ARM) | モハンマド・ハディ・サラビー イラン (IRI)                       |
| 2024 パリ             | モハンマドハディ・サラヴィ イラン (IRI)     | アルトゥル・アレクサニャン アルメニア (ARM) | ガブリエル・アレハンドロ・ロシージョ・キンデラン キューバ (CUB) |
| 2024 パリ             | モハンマドハディ・サラヴィ イラン (IRI)     | アルトゥル・アレクサニャン アルメニア (ARM) | ウズル・ジュズプベコフ キルギス (KGZ)                           |

#### 130kg級
- 旧スーパーヘビー級
- +100 kg (1972-1984)
- 100-130 kg (1988-1996)
- 97-130 kg (2000)
- 96-120 kg (2004-2012)
- 98-130 kg (2016)
- 97-130 kg (2020-)

| 大会名                | 金                                                | 銀                                              | 銅                                            |
| --------------------- | ------------------------------------------------- | ----------------------------------------------- | --------------------------------------------- |
| 1972 ミュンヘン       | アナトリー・ロシチン ソビエト連邦 (URS)           | アレクサンダー・トモフ ブルガリア (BUL)         | ビクトル・ドリプスキ ルーマニア (ROM)         |
| 1976 モントリオール   | アレクサンドル・コルチンスキー ソビエト連邦 (URS) | アレクサンダー・トモフ ブルガリア (BUL)         | ロマン・コドレアヌ ルーマニア (ROM)           |
| 1980 モスクワ         | アレクサンドル・コルチンスキー ソビエト連邦 (URS) | アレクサンダー・トモフ ブルガリア (BUL)         | ハッサン・ベハラ レバノン (LIB)               |
| 1984 ロサンゼルス     | ジェフ・ブラトニック アメリカ合衆国 (USA)         | レフィク・メミシェビッチ ユーゴスラビア (YUG)   | ビクトル・ドリプスキ ルーマニア (ROM)         |
| 1988 ソウル           | アレクサンドル・カレリン ソビエト連邦 (URS)       | ランゲル・ゲロフスキー ブルガリア (BUL)         | トマス・ヨハンソン スウェーデン (SWE)         |
| 1992 バルセロナ       | アレクサンドル・カレリン EUN (EUN)                | トマス・ヨハンソン スウェーデン (SWE)           | イオアン・グリゴラス ルーマニア (ROM)         |
| 1996 アトランタ       | アレクサンドル・カレリン ロシア (RUS)             | マット・ガファリ アメリカ合衆国 (USA)           | セルゲイ・ムレイコ モルドバ (MDA)             |
| 2000 シドニー         | ルーロン・ガードナー アメリカ合衆国 (USA)         | アレクサンドル・カレリン ロシア (RUS)           | ドミトリー・デベルカ ベラルーシ (BLR)         |
| 2004 アテネ           | ハッサン・バロエフ ロシア (RUS)                   | ゲオルギー・ツルツミア カザフスタン (KAZ)       | ルーロン・ガードナー アメリカ合衆国 (USA)     |
| 2008 北京             | ミハイン・ロペス キューバ (CUB)                   | ミンダウガス・ミズガイティス リトアニア (LTU)   | ユーリ・パトリケフ アルメニア (ARM)           |
| 2008 北京             | ミハイン・ロペス キューバ (CUB)                   | ミンダウガス・ミズガイティス リトアニア (LTU)   | ヤニック・シュチョパニア フランス (FRA)       |
| 2012 ロンドン         | ミハイン・ロペス キューバ (CUB)                   | ヘイキ・ナビ エストニア (EST)                   | リザ・カヤルプ トルコ (TUR)                   |
| 2012 ロンドン         | ミハイン・ロペス キューバ (CUB)                   | ヘイキ・ナビ エストニア (EST)                   | ヨハン・エウレン スウェーデン (SWE)           |
| 2016 リオデジャネイロ | ミハイン・ロペス キューバ (CUB)                   | リザ・カヤルプ トルコ (TUR)                     | サバフ・シャリアーティ アゼルバイジャン (AZE) |
| 2016 リオデジャネイロ | ミハイン・ロペス キューバ (CUB)                   | リザ・カヤルプ トルコ (TUR)                     | セルゲイ・セミョーノフ ロシア (RUS)           |
| 2020 東京             | ミハイン・ロペス・ヌニェス キューバ (CUB)         | イアコブ・カジャイア ジョージア (GEO)           | ルザ・カヤアルプ トルコ (TUR)                 |
| 2020 東京             | ミハイン・ロペス・ヌニェス キューバ (CUB)         | イアコブ・カジャイア ジョージア (GEO)           | セルゲイ・セメノフ ROC (ROC)                  |
| 2024 パリ             | ミハイン・ロペス・ヌニェス キューバ (CUB)         | ジャスマニ・アコスタ・フェルナンデス チリ (CHI) | アミン・ミルザザーデ イラン (IRI)             |
| 2024 パリ             | ミハイン・ロペス・ヌニェス キューバ (CUB)         | ジャスマニ・アコスタ・フェルナンデス チリ (CHI) | 孟令哲 中国 (CHN)                             |

### 廃止階級

#### 48kg級
- 旧ライトフライ級
- ?48 kg (1972-1996)

| 大会名              | 金                                            | 銀                                              | 銅                                      |
| ------------------- | --------------------------------------------- | ----------------------------------------------- | --------------------------------------- |
| 1972 ミュンヘン     | ゲオルゲ・ベルチェアヌ ルーマニア (ROM)       | ラヒム・アリ＝アバディ イラン (IRI)             | ステファン・アンゲロフ ブルガリア (BUL) |
| 1976 モントリオール | アレクセイ・シュマコフ ソビエト連邦 (URS)     | ゲオルゲ・ベルチェアヌ ルーマニア (ROM)         | ステファン・アンゲロフ ブルガリア (BUL) |
| 1980 モスクワ       | ザクシリク・ウシケンピロフ ソビエト連邦 (URS) | コンスタンチン・アレクサンドル ルーマニア (ROM) | セレシュ・フェレンツ ハンガリー (HUN)   |
| 1984 ロサンゼルス   | ヴィンチェンツォ・マエンツァ イタリア (ITA)   | マルクス・シェラー 西ドイツ (FRG)               | 斉藤育造 日本 (JPN)                     |
| 1988 ソウル         | ヴィンチェンツォ・マエンツァ イタリア (ITA)   | アンジェイ・グワブ ポーランド (POL)             | ブラタン・ツェノフ ブルガリア (BUL)     |
| 1992 バルセロナ     | オレグ・クチェレンコ EUN (EUN)                | ビンチェンツォ・マエンツァ イタリア (ITA)       | ウィルバー・サンチェス キューバ (CUB)   |
| 1996 アトランタ     | 沈権虎 韓国 (KOR)                             | アレクサンドル・パブロフ ベラルーシ (BLR)       | ザファー・グリエフ ロシア (RUS)         |

#### 54kg級
- 旧フライ級
- ?52 kg (1948-1968)
- 48-52 kg (1972-1996)
- 48-54 kg (2000)

| 大会名              | 金                                              | 銀                                          | 銅                                          |
| ------------------- | ----------------------------------------------- | ------------------------------------------- | ------------------------------------------- |
| 1948 ロンドン       | Pietro Lombardi イタリア (ITA)                  | ケナン・オルジャイ トルコ (TUR)             | Reino Kangasmaki フィンランド (FIN)         |
| 1952 ヘルシンキ     | Boris Gurevich ソビエト連邦 (URS)               | Ignazio Fabra イタリア (ITA)                | Leo Honkala フィンランド (FIN)              |
| 1956 メルボルン     | Nikolai Solovyov ソビエト連邦 (URS)             | Ignazio Fabra イタリア (ITA)                | デュルスン・アリ・エリバシュ トルコ (TUR)   |
| 1960 ローマ         | Dumitru Pirvulescu ルーマニア (ROM)             | Osman Sayed エジプト (EGY)                  | Mohammad Paziraei イラン (IRI)              |
| 1964 東京           | 花原勉 日本 (JPN)                               | Angel Kerezov ブルガリア (BUL)              | Dumitru Pirvulescu ルーマニア (ROM)         |
| 1968 メキシコシティ | ペター・キロフ ブルガリア (BUL)                 | Vladimir Bakulin ソビエト連邦 (URS)         | Miroslav Zeman チェコスロバキア (TCH)       |
| 1972 ミュンヘン     | ペター・キロフ ブルガリア (BUL)                 | 平山紘一郎 日本 (JPN)                       | ジュゼッペ・ボニャーニ イタリア (ITA)       |
| 1976 モントリオール | ヴィタリー・コンスタンチノフ ソビエト連邦 (URS) | ニク・ギンガ ルーマニア (ROM)               | 平山紘一郎 日本 (JPN)                       |
| 1980 モスクワ       | ワフタング・ブラギゼ ソビエト連邦 (URS)         | ラーチ・ラヨシュ ハンガリー (HUN)           | ムラデン・ムラデノフ ブルガリア (BUL)       |
| 1984 ロサンゼルス   | 宮原厚次 日本 (JPN)                             | ダニエル・アセベス メキシコ (MEX)           | 方大斗 韓国 (KOR)                           |
| 1988 ソウル         | ヨン・ロニンゲン ノルウェー (NOR)               | 宮原厚次 日本 (JPN)                         | 李在石 韓国 (KOR)                           |
| 1992 バルセロナ     | ヨン・ロニンゲン ノルウェー (NOR)               | アルフレッド・ムクルキアン EUN (EUN)        | 閔庚申 韓国 (KOR)                           |
| 1996 アトランタ     | アルメン・ナザリャン アルメニア (ARM)           | ブランドン・ポールソン アメリカ合衆国 (USA) | アンドレイ・カラシュニコフ ウクライナ (UKR) |
| 2000 シドニー       | 沈権虎 韓国 (KOR)                               | ラサロ・リバス キューバ (CUB)               | カン・ヨンギュン 北朝鮮 (PRK)               |

#### 60kg級
- 旧フェザー級
- -60 kg (1912-1920)
- 58-62 kg (1924-1928)
- 56-61 kg (1932-1936)
- 57-61 kg (1948-1960)
- 57-63 kg (1964-1968)
- 57-62 kg (1972-1996)
- 58-63 kg (2000)
- 55-60 kg (2004-2012)

| 大会名              | 金                                        | 銀                                                | 銅                                        |
| ------------------- | ----------------------------------------- | ------------------------------------------------- | ----------------------------------------- |
| 1912 ストックホルム | Kaarlo Koskelo フィンランド (FIN)         | Georg Gerstacker ドイツ (GER)                     | Otto Lasanen フィンランド (FIN)           |
| 1920 アントワープ   | Oskari Friman フィンランド (FIN)          | Heikki Kahkonen フィンランド (FIN)                | Fritiof Svensson スウェーデン (SWE)       |
| 1924 パリ           | Kalle Anttila フィンランド (FIN)          | Aleksanteri Toivola フィンランド (FIN)            | Eric Malmberg スウェーデン (SWE)          |
| 1928 アムステルダム | Voldemar Vali エストニア (EST)            | Eric Malmberg スウェーデン (SWE)                  | Gerolamo Quaglia イタリア (ITA)           |
| 1932 ロサンゼルス   | Giovanni Gozzi イタリア (ITA)             | Wolfgang Ehrl ドイツ (GER)                        | Lauri Koskela フィンランド (FIN)          |
| 1936 ベルリン       | ヤシャル・エルカン トルコ (TUR)           | Aarne Reini フィンランド (FIN)                    | Einar Karlsson スウェーデン (SWE)         |
| 1948 ロンドン       | メフメト・オクターブ トルコ (TUR)         | オーレ・アンデルベルリ スウェーデン (SWE)         | Ferenc Toth ハンガリー (HUN)              |
| 1952 ヘルシンキ     | Yakov Punkin ソビエト連邦 (URS)           | Imre Polyak ハンガリー (HUN)                      | Abdel Rashed エジプト (EGY)               |
| 1956 メルボルン     | Rauno Makinen フィンランド (FIN)          | Imre Polyak ハンガリー (HUN)                      | Roman Dzeneladze ソビエト連邦 (URS)       |
| 1960 ローマ         | ミュザヒル・シレ トルコ (TUR)             | Imre Polyak ハンガリー (HUN)                      | Konstantin Vyrupayev ソビエト連邦 (URS)   |
| 1964 東京           | Imre Polyak ハンガリー (HUN)              | Roman Rurua ソビエト連邦 (URS)                    | Branislay Martinovic ユーゴスラビア (YUG) |
| 1968 メキシコシティ | Roman Rurua ソビエト連邦 (URS)            | 藤本英男 日本 (JPN)                               | Simeon Popescu ルーマニア (ROM)           |
| 1972 ミュンヘン     | ゲオルギー・マルコフ ブルガリア (BUL)     | ハインツ＝ヘルムート・ヴェーリンク 東ドイツ (GDR) | カジミエシュ・リピエン ポーランド (POL)   |
| 1976 モントリオール | カジミエシュ・リピエン ポーランド (POL)   | ネルソン・ダビディアン ソビエト連邦 (URS)         | レーチ・ラースロー ハンガリー (HUN)       |
| 1980 モスクワ       | ステリオス・ミギアキス ギリシャ (GRE)     | トート・イシュタバーン ハンガリー (HUN)           | ボリス・クラモレンコ ソビエト連邦 (URS)   |
| 1984 ロサンゼルス   | 金原基 韓国 (KOR)                         | ケント＝オレ・ヨハンソン スウェーデン (SWE)       | フーゴ・ディーチェ スイス (SUI)           |
| 1988 ソウル         | カマンダル・マジドフ ソビエト連邦 (URS)   | ジフコ・ワンゲロフ ブルガリア (BUL)               | 安大鉉 韓国 (KOR)                         |
| 1992 バルセロナ     | メフメト・アキフ・ピリム トルコ (TUR)     | セルゲイ・マルチノフ EUN (EUN)                    | ファン・ルイス・マレン キューバ (CUB)     |
| 1996 アトランタ     | ブロジミエシュ・ザバズキ ポーランド (POL) | ファン・ルイス・マレン キューバ (CUB)             | メフメト・アキフ・ピリム トルコ (TUR)     |
| 2000 シドニー       | ワルテレス・サムルガチェフ ロシア (RUS)   | ファン・ルイス・マレン キューバ (CUB)             | アカーキ・チャチュア グルジア (GEO)       |
| 2004 アテネ         | 鄭智鉉 韓国 (KOR)                         | ロベルト・モンソン キューバ (CUB)                 | アルメン・ナザリャン ブルガリア (BUL)     |
| 2008 北京           | イスラム・アルビエフ ロシア (RUS)         | ヌルバキト・テニスバエフ カザフスタン (KAZ)       | ルスラン・チウメンバエフ キルギス (KGZ)   |
| 2008 北京           | イスラム・アルビエフ ロシア (RUS)         | ヌルバキト・テニスバエフ カザフスタン (KAZ)       | 盛江 中国 (CHN)                           |
| 2012 ロンドン       | オミド・ノルージ イラン (IRI)             | レバズ・ラシヒ グルジア (GEO)                     | ザウル・クラマゴメドフ ロシア (RUS)       |
| 2012 ロンドン       | オミド・ノルージ イラン (IRI)             | レバズ・ラシヒ グルジア (GEO)                     | 松本隆太郎 日本 (JPN)                     |

#### 90kg級
- 旧ライトヘビー級
- 73-93 kg (1908)
- 75-82.5 kg (1912-1928)
- 79-87 kg (1932-1960)
- 87-97 kg (1964-1968)
- 82-90 kg (1972-1996)

| 大会名              | 金                                          | 銀                                          | 銅                                            |
| ------------------- | ------------------------------------------- | ------------------------------------------- | --------------------------------------------- |
| 1908 ロンドン       | Verner Weckman フィンランド (FIN)           | Yrjo Saarela フィンランド (FIN)             | Carl Jensen デンマーク (DEN)                  |
| 1912 ストックホルム | 該当者なし                                  | Anders Ahlgren スウェーデン (SWE)           | Bela Varga ハンガリー (HUN)                   |
| 1912 ストックホルム | 該当者なし                                  | Ivar Bohling フィンランド (FIN)             | Bela Varga ハンガリー (HUN)                   |
| 1920 アントワープ   | Claes Johansson スウェーデン (SWE)          | Edil Rosenqvist フィンランド (FIN)          | Johannes Eriksen デンマーク (DEN)             |
| 1924 パリ           | Carl Westergren スウェーデン (SWE)          | Rudolf Svensson スウェーデン (SWE)          | Onni Pellinen フィンランド (FIN)              |
| 1928 アムステルダム | Ibrahim Moustafa エジプト (EGY)             | Adolf Rieger ドイツ (GER)                   | Onni Pellinen フィンランド (FIN)              |
| 1932 ロサンゼルス   | Rudolf Svensson スウェーデン (SWE)          | Onni Pellinen フィンランド (FIN)            | Mario Gruppioni イタリア (ITA)                |
| 1936 ベルリン       | Axel Cadier スウェーデン (SWE)              | Edwins Bietags ラトビア (LAT)               | August Neo エストニア (EST)                   |
| 1948 ロンドン       | Karl-Erik Nilsson スウェーデン (SWE)        | Kelpo Grondahl フィンランド (FIN)           | Ibrahim Orabi エジプト (EGY)                  |
| 1952 ヘルシンキ     | Kelpo Grondahl フィンランド (FIN)           | Shalva Chikhladze ソビエト連邦 (URS)        | Karl-Erik Nilsson スウェーデン (SWE)          |
| 1956 メルボルン     | Valentin Nikolayev ソビエト連邦 (URS)       | Petko Sirakov ブルガリア (BUL)              | Karl-Erik Nilsson スウェーデン (SWE)          |
| 1960 ローマ         | テフィク・キス トルコ (TUR)                 | Krali Bimbalov ブルガリア (BUL)             | Givi Kartoziya ソビエト連邦 (URS)             |
| 1964 東京           | Boyan Radev ブルガリア (BUL)                | Per Svensson スウェーデン (SWE)             | Heinz Kiehl 東西統一ドイツ (EUA)              |
| 1968 メキシコシティ | Boyan Radev ブルガリア (BUL)                | Nikolay Yakovenko ソビエト連邦 (URS)        | ニコラエ・マルティネスク ルーマニア (ROM)     |
| 1972 ミュンヘン     | ワレリー・レザンツェフ ソビエト連邦 (URS)   | ヨシップ・チョラック ユーゴスラビア (YUG)   | チェスワフ・クヴィエチンスキ ポーランド (POL) |
| 1976 モントリオール | ワレリー・レザンツェフ ソビエト連邦 (URS)   | ストヤン・イワノフ ブルガリア (BUL)         | チェスワフ・クヴィエチンスキ ポーランド (POL) |
| 1980 モスクワ       | ネベーニー・ノルベルト ハンガリー (HUN)     | イゴール・カニギン ソビエト連邦 (URS)       | ペトレ・ディク ルーマニア (ROM)               |
| 1984 ロサンゼルス   | スティーブ・フレーザー アメリカ合衆国 (USA) | イリエ・マテイ ルーマニア (ROM)             | フランク・アンデション スウェーデン (SWE)     |
| 1988 ソウル         | アタナス・コムチェフ ブルガリア (BUL)       | ハリ・コスケラ フィンランド (FIN)           | ウラジミール・ポポフ ソビエト連邦 (URS)       |
| 1992 バルセロナ     | マイク・ブルマン ドイツ (GER)               | ハッキ・バサル トルコ (TUR)                 | ゴギ・コグアシビリ EUN (EUN)                  |
| 1996 アトランタ     | ビアチェスラフ・オレイニク ウクライナ (UKR) | ヤチェック・ファフィンスキ ポーランド (POL) | マイク・ブルマン ドイツ (GER)                 |

## 女子フリースタイル

### 50kg級
- -48 kg (2004-2016)
- -50 kg (2020-)

| 大会名                | 金                                              | 銀                                              | 銅                                              |
| --------------------- | ----------------------------------------------- | ----------------------------------------------- | ----------------------------------------------- |
| 2004 アテネ           | イリーナ・メルニク ウクライナ (UKR)             | 伊調千春 日本 (JPN)                             | パトリシア・ミランダ アメリカ合衆国 (USA)       |
| 2008 北京             | キャロル・ハイン カナダ (CAN)                   | 伊調千春 日本 (JPN)                             | イリーナ・メルレニ ウクライナ (UKR)             |
| 2008 北京             | キャロル・ハイン カナダ (CAN)                   | 伊調千春 日本 (JPN)                             | マリア・スタドニク アゼルバイジャン (AZE)       |
| 2012 ロンドン         | 小原日登美 日本 (JPN)                           | マリア・スタドニク アゼルバイジャン (AZE)       | キャロル・ハイン カナダ (CAN)                   |
| 2012 ロンドン         | 小原日登美 日本 (JPN)                           | マリア・スタドニク アゼルバイジャン (AZE)       | クラリサ・チャン アメリカ合衆国 (USA)           |
| 2016 リオデジャネイロ | 登坂絵莉 日本 (JPN)                             | マリア・スタドニク アゼルバイジャン (AZE)       | 孫亜楠 中国 (CHN)                               |
| 2016 リオデジャネイロ | 登坂絵莉 日本 (JPN)                             | マリア・スタドニク アゼルバイジャン (AZE)       | エリチャ・ヤンコバ ブルガリア (BUL)             |
| 2020 東京             | 須崎優衣 日本 (JPN)                             | 孫亜楠 中国 (CHN)                               | マリア・スタドニク アゼルバイジャン (AZE)       |
| 2020 東京             | 須崎優衣 日本 (JPN)                             | 孫亜楠 中国 (CHN)                               | サラ・アン・ヒルデブラント アメリカ合衆国 (USA) |
| 2024 パリ             | サラ・アン・ヒルドブラント アメリカ合衆国 (USA) | ジュスネイリス・グスマン・ロペス キューバ (CUB) | 須﨑優衣 日本 (JPN)                             |
| 2024 パリ             | サラ・アン・ヒルドブラント アメリカ合衆国 (USA) | ジュスネイリス・グスマン・ロペス キューバ (CUB) | 馮紫琪 中国 (CHN)                               |

### 53kg級
- 48-53 kg (2016)
- 50-53 kg (2020-)

| 大会名                | 金                                      | 銀                                                      | 銅                                        |
| --------------------- | --------------------------------------- | ------------------------------------------------------- | ----------------------------------------- |
| 2016 リオデジャネイロ | ヘレン・マルーリス アメリカ合衆国 (USA) | 吉田沙保里 日本 (JPN)                                   | ナタリア・シニシン アゼルバイジャン (AZE) |
| 2016 リオデジャネイロ | ヘレン・マルーリス アメリカ合衆国 (USA) | 吉田沙保里 日本 (JPN)                                   | ソフィア・マットソン スウェーデン (SWE)   |
| 2020 東京             | 向田真優 日本 (JPN)                     | 龐倩玉 中国 (CHN)                                       | バネサ・カラジンスカヤ ベラルーシ (BLR)   |
| 2020 東京             | 向田真優 日本 (JPN)                     | 龐倩玉 中国 (CHN)                                       | バトオチル・ボロルトゥヤ モンゴル (MGL)   |
| 2024 パリ             | 藤波朱理 日本 (JPN)                     | ルシア・ジャミレト・ジェペス・グスマン エクアドル (ECU) | チェ・ヒョギョン 北朝鮮 (PRK)             |
| 2024 パリ             | 藤波朱理 日本 (JPN)                     | ルシア・ジャミレト・ジェペス・グスマン エクアドル (ECU) | 龐倩玉 中国 (CHN)                         |

### 57kg級
- 48-55 kg (2004-2012)
- 53-58 kg (2016)
- 53-57 kg (2020-)

| 大会名                | 金                    | 銀                                    | 銅                                                |
| --------------------- | --------------------- | ------------------------------------- | ------------------------------------------------- |
| 2004 アテネ           | 吉田沙保里 日本 (JPN) | トーニャ・バービーク カナダ (CAN)     | アンナ・ゴミズ フランス (FRA)                     |
| 2008 北京             | 吉田沙保里 日本 (JPN) | 許莉 中国 (CHN)                       | トーニャ・バービーク カナダ (CAN)                 |
| 2008 北京             | 吉田沙保里 日本 (JPN) | 許莉 中国 (CHN)                       | ハケリン・テンテリア コロンビア (COL)             |
| 2012 ロンドン         | 吉田沙保里 日本 (JPN) | トーニャ・バービーク カナダ (CAN)     | ジャクリン・カスティージョ コロンビア (COL)       |
| 2012 ロンドン         | 吉田沙保里 日本 (JPN) | トーニャ・バービーク カナダ (CAN)     | ユリア・ラトケビッチ アゼルバイジャン (AZE)       |
| 2016 リオデジャネイロ | 伊調馨 日本 (JPN)     | ワレリア・コブロワ ロシア (RUS)       | マルワ・アムリ チュニジア (TUN)                   |
| 2016 リオデジャネイロ | 伊調馨 日本 (JPN)     | ワレリア・コブロワ ロシア (RUS)       | サルシ・マリク インド (IND)                       |
| 2020 東京             | 川井梨紗子 日本 (JPN) | イリーナ・クラチキナ ベラルーシ (BLR) | ヘレン・マルーリス アメリカ合衆国 (USA)           |
| 2020 東京             | 川井梨紗子 日本 (JPN) | イリーナ・クラチキナ ベラルーシ (BLR) | エベリナ・ゲオルギエバ・ニコロバ ブルガリア (BUL) |
| 2024 パリ             | 櫻井つぐみ 日本 (JPN) | アナスタシア・ニキータ モルドバ (MDA) | ヘレン・ルイーズ・マルーリス アメリカ合衆国 (USA) |
| 2024 パリ             | 櫻井つぐみ 日本 (JPN) | アナスタシア・ニキータ モルドバ (MDA) | 洪可新 中国 (CHN)                                 |

### 62kg級
- 55-63 kg (2004-2012)
- 58-63 kg (2016)
- 57-62 kg (2020-)

| 大会名                | 金                    | 銀                                      | 銅                                              |
| --------------------- | --------------------- | --------------------------------------- | ----------------------------------------------- |
| 2004 アテネ           | 伊調馨 日本 (JPN)     | サラ・マクマン アメリカ合衆国 (USA)     | リズ・ルグラン フランス (FRA)                   |
| 2008 北京             | 伊調馨 日本 (JPN)     | アレーナ・カルタショワ ロシア (RUS)     | エレーナ・シャリギナ カザフスタン (KAZ)         |
| 2008 北京             | 伊調馨 日本 (JPN)     | アレーナ・カルタショワ ロシア (RUS)     | ランディ・ミラー アメリカ合衆国 (USA)           |
| 2012 ロンドン         | 伊調馨 日本 (JPN)     | 景瑞雪 中国 (CHN)                       | バトチェチェグ・ソロンゾンボルド モンゴル (MGL) |
| 2012 ロンドン         | 伊調馨 日本 (JPN)     | 景瑞雪 中国 (CHN)                       | リュボフ・ボロソワ ロシア (RUS)                 |
| 2016 リオデジャネイロ | 川井梨紗子 日本 (JPN) | マリア・ママシュク ベラルーシ (BLR)     | モニカ・ミチャリク ポーランド (POL)             |
| 2016 リオデジャネイロ | 川井梨紗子 日本 (JPN) | マリア・ママシュク ベラルーシ (BLR)     | エカテリーナ・ラリオノワ カザフスタン (KAZ)     |
| 2020 東京             | 川井友香子 日本 (JPN) | アイスルー・ティニベコワ キルギス (KGZ) | イリーナ・コリアデンコ ウクライナ (UKR)         |
| 2020 東京             | 川井友香子 日本 (JPN) | アイスルー・ティニベコワ キルギス (KGZ) | タイベ・ムスタファ・ユセイン ブルガリア (BUL)   |
| 2024 パリ             | 元木咲良 日本 (JPN)   | イリーナ・コリャデンコ ウクライナ (UKR) | アイスルー・ティニベコワ キルギス (KGZ)         |
| 2024 パリ             | 元木咲良 日本 (JPN)   | イリーナ・コリャデンコ ウクライナ (UKR) | グレイス・ヤコブ・ブレン ノルウェー (NOR)       |

### 68kg級
- 63-69 kg (2016)
- 62-68 kg (2020-)

| 大会名                | 金                                                      | 銀                                              | 銅                                        |
| --------------------- | ------------------------------------------------------- | ----------------------------------------------- | ----------------------------------------- |
| 2016 リオデジャネイロ | 土性沙羅 日本 (JPN)                                     | ナタリア・ボロベワ ロシア (RUS)                 | エルミラ・シズディコワ カザフスタン (KAZ) |
| 2016 リオデジャネイロ | 土性沙羅 日本 (JPN)                                     | ナタリア・ボロベワ ロシア (RUS)                 | ジェニー・フランソン スウェーデン (SWE)   |
| 2020 東京             | タミラ・マリアマ・メンサ＝ストック アメリカ合衆国 (USA) | ブレッシング・オボルドゥドゥ ナイジェリア (NGR) | アラ・チェルカソワ ウクライナ (UKR)       |
| 2020 東京             | タミラ・マリアマ・メンサ＝ストック アメリカ合衆国 (USA) | ブレッシング・オボルドゥドゥ ナイジェリア (NGR) | メーリム・ジュマナザロワ キルギス (KGZ)   |
| 2024 パリ             | アミット・エロア アメリカ合衆国 (USA)                   | メーリム・ジュマナザロワ キルギス (KGZ)         | ブセ・チャヴショール・トスン トルコ (TUR) |
| 2024 パリ             | アミット・エロア アメリカ合衆国 (USA)                   | メーリム・ジュマナザロワ キルギス (KGZ)         | 尾﨑野乃香 日本 (JPN)                     |

### 76kg級
- 63-72 kg (2004-2012)
- 69-75 kg (2016)
- 68-76 kg (2020-)

| 大会名                | 金                                          | 銀                                                  | 銅                                                                |
| --------------------- | ------------------------------------------- | --------------------------------------------------- | ----------------------------------------------------------------- |
| 2004 アテネ           | 王旭 中国 (CHN)                             | グーゼル・マニウロワ ロシア (RUS)                   | 浜口京子 日本 (JPN)                                               |
| 2008 北京             | 王嬌 中国 (CHN)                             | スタンカ・ズラテバ ブルガリア (BUL)                 | 浜口京子 日本 (JPN)                                               |
| 2008 北京             | 王嬌 中国 (CHN)                             | スタンカ・ズラテバ ブルガリア (BUL)                 | アグニエシカ・ウェシュチェク ポーランド (POL)                     |
| 2012 ロンドン         | ナタリア・ボロベワ ロシア (RUS)             | スタンカ・ズラテバ ブルガリア (BUL)                 | グーゼル・マニウロワ カザフスタン (KAZ)                           |
| 2012 ロンドン         | ナタリア・ボロベワ ロシア (RUS)             | スタンカ・ズラテバ ブルガリア (BUL)                 | マイデル・ウンダ スペイン (ESP)                                   |
| 2016 リオデジャネイロ | エリカ・ウィーブ カナダ (CAN)               | グーゼル・マニウロワ カザフスタン (KAZ)             | 張鳳柳 中国 (CHN)                                                 |
| 2016 リオデジャネイロ | エリカ・ウィーブ カナダ (CAN)               | グーゼル・マニウロワ カザフスタン (KAZ)             | エカテリーナ・ブキナ ロシア (RUS)                                 |
| 2020 東京             | アリーネ・ロッター＝フォッケン ドイツ (GER) | アデリン・マリア・グレイ アメリカ合衆国 (USA)       | ヤセミン・アダル トルコ (TUR)                                     |
| 2020 東京             | アリーネ・ロッター＝フォッケン ドイツ (GER) | アデリン・マリア・グレイ アメリカ合衆国 (USA)       | 周倩 中国 (CHN)                                                   |
| 2024 パリ             | 鏡優翔 日本 (JPN)                           | ケネディ・アレクシス・ブレイズ アメリカ合衆国 (USA) | ミライミ・デ・ラ・カリダード・マリン・ポトリージェ キューバ (CUB) |
| 2024 パリ             | 鏡優翔 日本 (JPN)                           | ケネディ・アレクシス・ブレイズ アメリカ合衆国 (USA) | タチアナ・レンテリア・レンテリア コロンビア (COL)                 |